# 納霍德卡
納霍德卡（羅馬化：Nakhodka）是俄羅斯聯邦滨海边疆区第三大城市，位于特鲁德内半岛、面對日本海的不凍港，以軍事設施與水產養殖為主。人口自1993年起稳步下降，2021年约14万人。
距离符拉迪沃斯托克公路里程166公里，城市通过支线与西伯利亚铁路连接，納霍德卡的经济主要靠其港口东方港和与港口有关的设施，例如渔业和鱼类加工。1991年符拉迪沃斯托克重新开放后納霍德卡的经济受到打击。1998年亞洲金融危機使卢布贬值再次使当地工业受到打击。近年来经济有所恢复，納霍德卡被设立为自由经济区，中央和联邦主体似乎都有意继续开放納霍德卡来吸收外资。纳霍德卡也是泰舍特－納霍德卡輸油管道（泰納線）的東終點，泰納線被視為俄羅斯的戰略資產；通過該線路不僅可以將原油出口到日本，還可以輸出到南韓、印尼、澳大利亞以及美國西海岸，是俄羅斯未來極重要的設施。
城市建立于1864年，当时是水文站。1947年开始，古拉格囚犯建设港口，1950年建成。同年符拉迪沃斯托克禁止外国人进入，納霍德卡获得城市地位，并成为苏联远东最主要的民用深水港。

## 词源
“纳霍德卡”名来自附近1859年夏天由俄罗斯水手发现的纳霍德卡湾。一说，在发现新海湾时，美国号护卫舰在1859年6月18日以“纳霍德卡”命名了海湾，意为“发现”。1953年3月12日斯大林去世后，符拉迪沃斯托克向莫斯科发出电报，代表远东舰队水手要求将纳霍德卡市更名为斯大林诺莫尔斯克市，并将东毗的美国湾更名为斯大林诺莫尔斯基湾。

## 歷史

### 古代
早在石器时代市区域就有人类居住。古代时，在渤海国属定理府管辖，金朝属上京路耶懒猛安，元朝属辽阳行省牙兰千户所，明朝时属奴儿干都司牙鲁卫，清朝稱之為「蛏子崴」（Цезывай）。
1855年8月21日，英国军舰大黄峰号在从鞑靼海峡到日本的途中探索彼得大帝湾过程中到达了纳霍德卡湾。以前不为人知的海湾被英国人称为戈尔奈特湾。1859年，大黄峰号号军官约翰·特隆森航行返回时出版的书中描述了开阔的地形，
8月21日清晨，我们到达了戈尔奈特湾，风阔而没法停泊。在避风湾和沿海地区，土地非常肥沃。在海湾深处可以看到一些鞑靼人的房屋......
1859年6月17日东西伯利亚总督尼古拉·尼古拉耶维奇·穆拉维约夫-阿穆尔斯基亲率美国号护卫舰在避风暴时驶入偶然发现了新海湾，次日由克拉西尔尼科夫命名为纳霍德卡湾。1860年依據《中俄北京條約》，此地被割讓予俄羅斯。

### 村庄建立

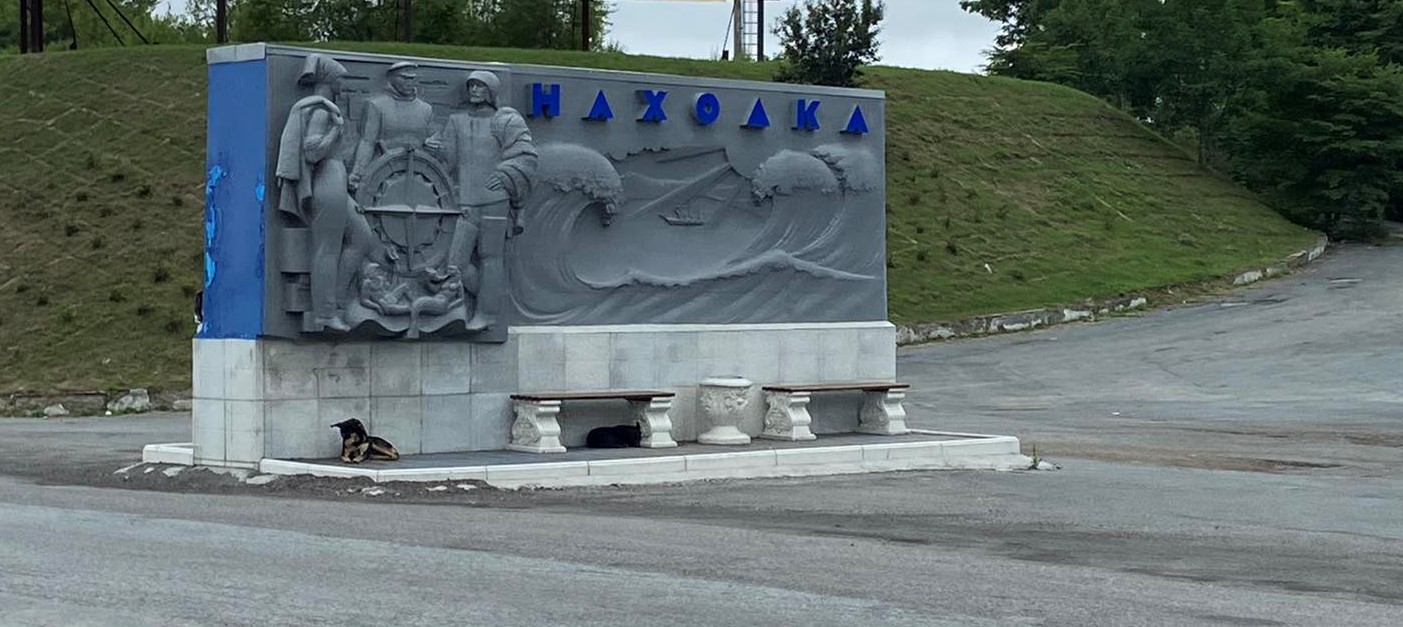
描述建立城市的浮雕

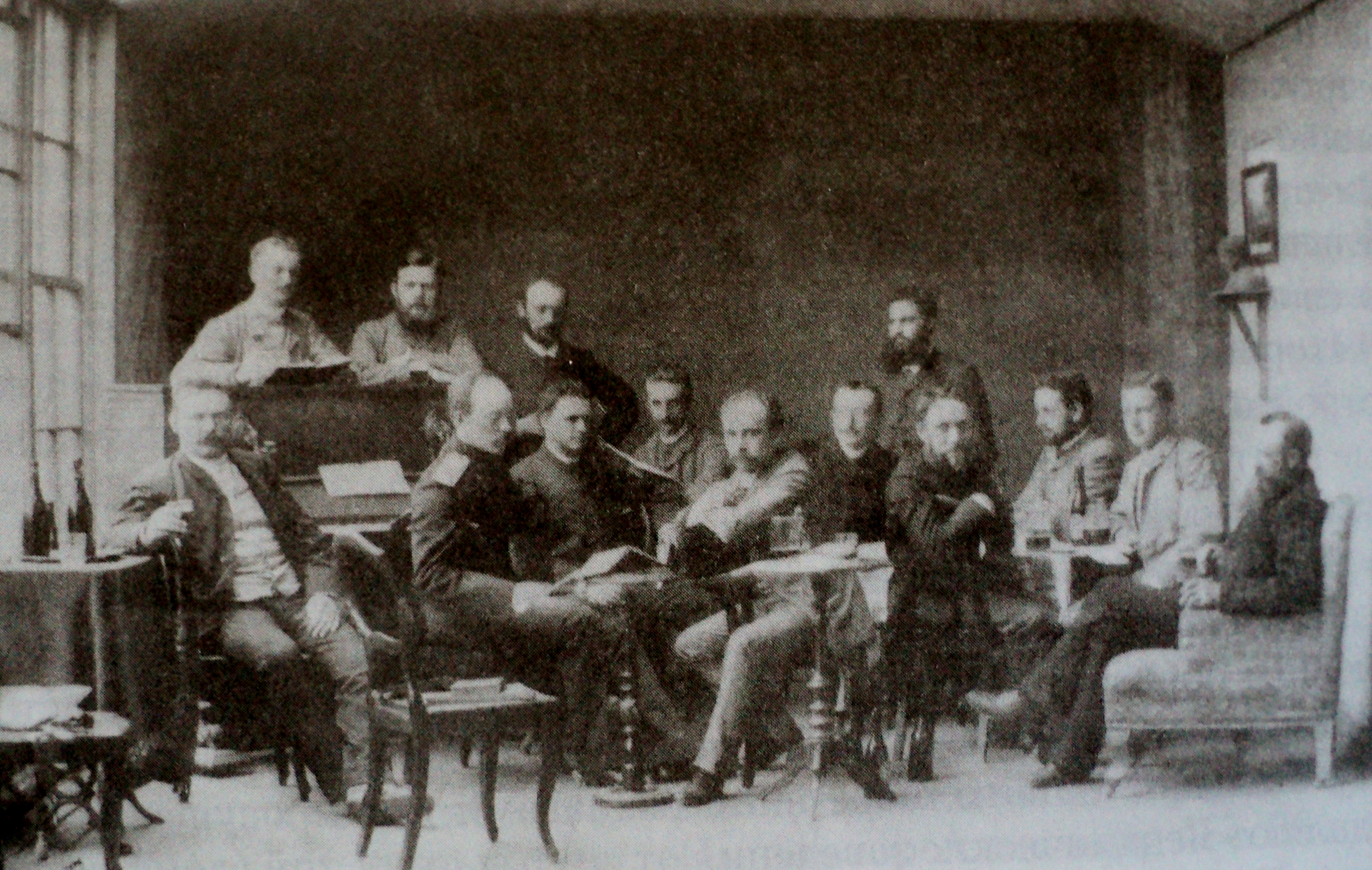
中间者是卡尔·H·F·弗鲁赫

1864 年春天，士官米哈伊尔·瑙莫维奇·格拉西莫夫带领4名士兵在阿斯塔菲耶夫角建立了一个军事水文站，在1860年代后期增加到30人。水文学家每天对天气进行观测，并在日记中注明。1864年7月，在库页岛服苦役获释的9个家庭和7个单身汉从阿穆尔河畔尼古拉耶夫斯克抵达纳霍德卡，其中17人在蘇城河（又名苏昌河）上游建立了弗拉基米尔-亚历山德罗夫定居点，4个家庭定居在水文站附近。1865年春天，26名农民从阿穆尔河沿岸抵达纳霍德卡，5月3日，其中一位女性定居者在纳霍德卡期间生了儿子，他是第一个在这里出生的人伊万·叶菲莫维奇·克拉耶夫，他们在8月离开，前往苏城河，建立了弗拉基米罗夫卡定居点。1867年11月13日，西伯利亚特别办公室在阿斯塔菲耶夫角对面建立了一个贸易站，其中有经理卡尔·H·F·弗鲁赫、秘书尼古拉·克柳科夫、土地测量工程师伊万·希什金、滨海边疆区第一位医生亚历山德拉·昆侧等。1868年4月30日芬兰人乘坐轮船纳霍德卡号抵达。1869年6月，伊万·希什金制定了贸易站的发展计划，纳霍德卡村里有15家商店，澡堂、码头、仓库、锻造厂、磨坊和锯木厂各一，纳霍德卡号轮船运输了建筑材料。1870年4月，纳霍德卡号沉没，贸易站失去了正常的海上交通。1871年4月6日，弗鲁赫因伤势过重在纳霍德卡去世。1873年5月25日，一些官员前往圣彼得堡述职，一些平民搬到安巴河和符拉迪沃斯托克，工厂减少。贸易站、军事哨所和纳霍德卡湾沿岸第一个平民定居点的确切位置至今仍然未知。从十九世纪末开始，现在的列宁大街、纳霍德卡造船厂和海港地区已经有家庭，阿斯塔菲耶夫角有鱼罐头厂。1891年开始，弗拉基米尔-亚历山德罗夫斯科耶到纳霍德卡湾的24俄里长的土路铺设。1909年，阿穆尔海关区在纳霍德卡湾设立了海关。1907年夏天，在卡缅卡河（良子河）畔，来自切尔尼戈夫省的定居者建立了美国村。1915年，有806人居住在美国村，其中包括432名俄罗斯人、19名朝鲜人、278名非居民以及临时新移民；有一所學校，一棟住宅樓舉行教堂禮拜。1919年春的一个清晨约6点开始，村遭到英国肯特号巡洋舰炮火袭击。1919年4月22日，美国村村委会的6名成员被白卫队带到海边并被枪杀。
1930年代，纳霍德卡湾沿岸出现了独立的定居点——纳霍德卡、北村、乌戈尔巴扎、边谷村和雷巴克。纳霍德卡村位于现港口路和中央广场的遗址处，当时有大约50座私人住宅，村民从事农业和渔业。1935年建立了港口，长125米，铁路轨道连通仓库和通道，煤炭和货物从泊位运出；岸上有办公室、餐厅、浴室和木制的车站，较远处有海关大楼，有依靠煤炭和煤油运行的独立电源。村里唯一的街道是杰洛瓦亚路，山丘连接现代是商业港口处的大海和陡峭的卡缅卡河口，河口处有通向美国村和苏城。1934年，军舰和潜艇基地在阿角建立。同年，远东航运公司开发了苏城河口和纳霍德卡湾岸边建造的商业港口的项目，设计有煤炭和木材两个分区，港口最终没能建成。1939年4月，全联盟共产党中央委员会书记安德烈·日丹诺夫在太平洋舰队司令和滨海边疆区委员会第一书记的陪同下，乘坐沃伊科夫号驱逐舰抵达纳霍德卡；在视察了海湾之后，日丹诺夫总结道：“这个地方将有一个美丽的港口城市”。10月7日，联共（布）中央委员会和苏联人民委员会第1646-399号决议《关于将符拉迪沃斯托克商业和渔港转移到纳霍德卡湾的决议》通过。1936年5月1日，拉齐斯火车站（今纳霍德卡站）开通。1940年7月16日，纳霍德卡村被列为工人定居点。根据1944年9月9日俄罗斯联邦最高苏维埃主席团的法令，纳霍德卡区由布登诺夫斯基Будённовский）区析出，市中心位于纳霍德卡的工作定居点。1947年，第一艘商船，丹麦轮船格蕾塔·莫尔斯克号停靠在纳霍德卡港，运送设备以继续建设港口。

### 城市建立
在1930年代和1940年代，纳霍德卡设有固定营地和古拉格囚犯中转站。从1945年到1950年，纳霍德卡有日本人战俘营，在村庄的不同地区设有分支机构，所有囚犯都被流放到该市。纳霍德卡湾内务人民委员部水利工程建设总局管理的第213号矫正劳改营和建设部运营从1939年12月至1941年，之后商业港口的建设由内务人民委员部转移到科雷马达勒斯特罗伊北极建设总局。营地位于阿角和利锡岛的第1、2和44地点。直到1958年，建造渔港中仍存在强迫囚犯劳动。监狱从1937年运行到1941年，中转站由1938年运行到1946年。特兰兹特卡集中营可容纳2万名囚犯，在盐湖、天鹅绒地区、将来时代广场和渔港地区有营地，营地分为四种——上营、下营、一般营和妇女营。许多囚犯死于肺炎和传染病，尸体埋在现边防街和边缘地区，有些埋在秘密地点，现代城市的很多建筑在秘密墓上建立。在城市建设中也有自由人。
1946年，达勒斯特罗伊号轮船在商业港口的泊位爆炸，将1800万吨燃油扬向空中，在纳霍德卡上空下油雨两个小时，科雷马炸药仓库爆炸，从纳霍德卡移至瓦尼诺港。
1950年5月18日，根据俄罗斯联邦最高苏维埃主席团的法令，纳霍德卡定居点被赋予城市地位。1950年5月23日，第一批街道获批——纳霍德金斯基大街、中央大街（现加加林大街）、列尔蒙托夫大街和科雷洛夫街。後來，莫斯科大街（現在列寧大街）出現。纳霍德卡渔港的第一艘船卢纳察尔号轮船装载。1953年开通了定期巴士交通。1956年，活跃的海洋捕鱼部门从普列奥布拉热尼耶转移到纳霍德卡。1956年，远东海事学校在前酒店大楼内开学。1957年，滨海边疆区造船厂和远海水力成立。1960年，远东电影学院分校成立。1961年，纳霍德卡与日本舞鹤市建立了第一个姐妹城市关系。1965年，在纳霍德卡开设了远东因托尔格进出口办事处，负责苏联远东与日本、澳大利亚和朝鲜之间的贸易关系。1970年12月16日，东方港开始建设，被宣布为全联盟模范共青团建设。1972年，滨海边疆区航运公司成立。次年，第一艘船沙德林斯克木材运输船在新港口装载，东方港的煤炭综合体投入运营。

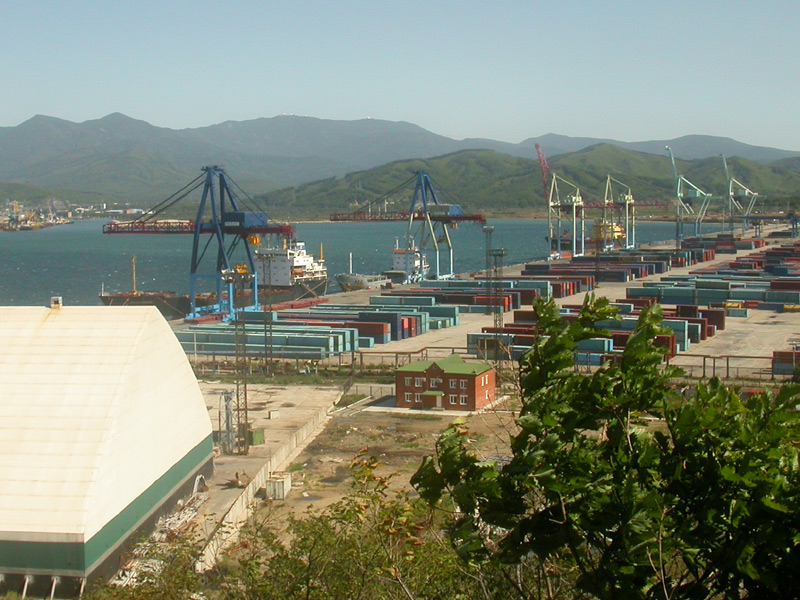
东方港

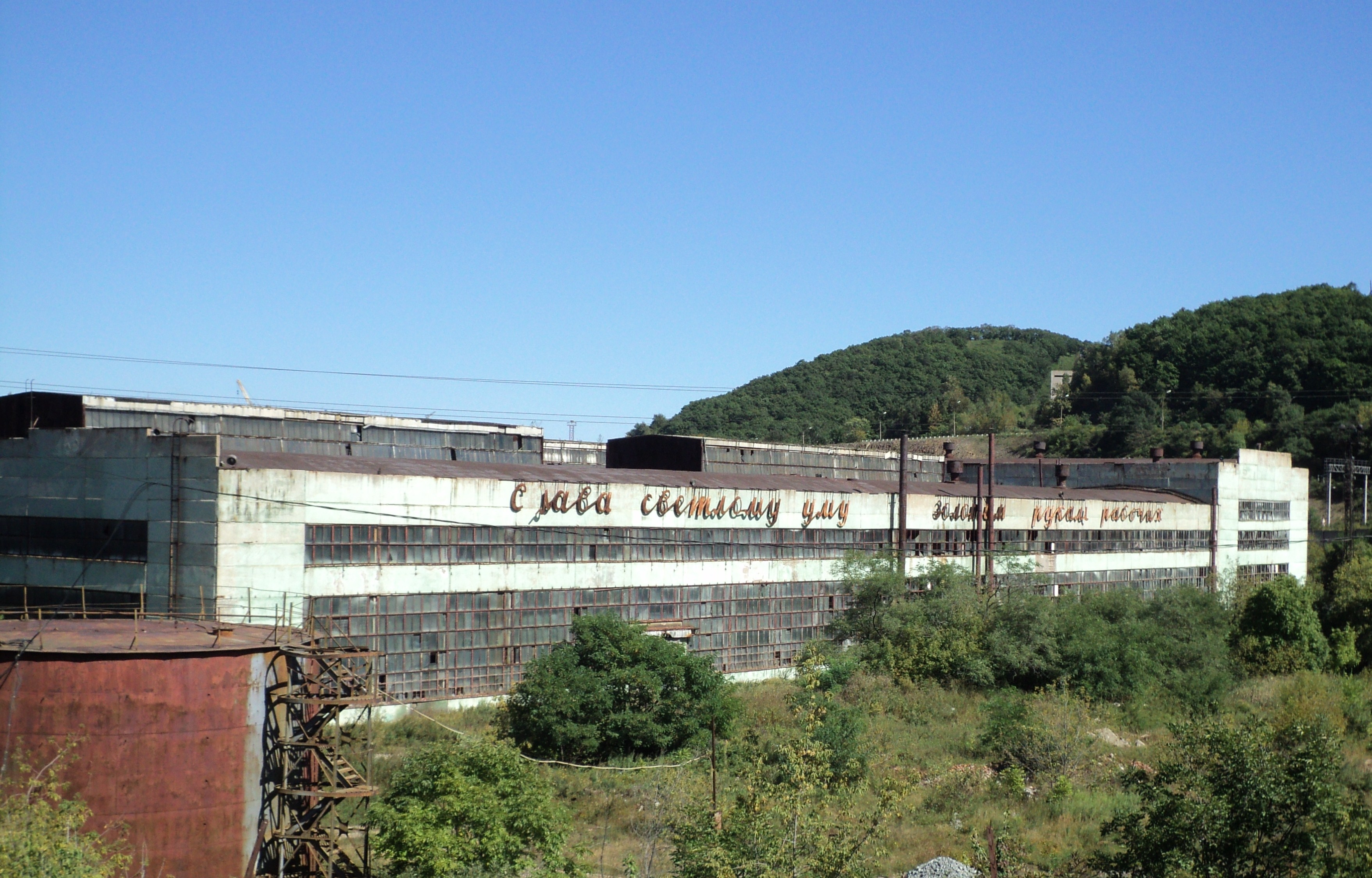
废弃的车间

1990年10月24日，纳霍德卡自由经济区成立。从1990年到1997年，国家在纳霍德卡自由经济区项目上投资了4.645亿卢布，其中大部分用于发展该地区的基础设施；创建了118家合资企业，吸引了约2.2亿美元的投资。自由经济区的优先项目是俄美科技园、俄韩科技园、纳霍德卡机场、东方港石油码头、纳霍德卡热电联产厂。然而，没有一个重大项目得到实施，2006年关于建立自由经济区的法令失去了效力，经济特区不复存在。1990年代的特点是该市的犯罪率增加，城市分为帮派之间的势力范围，其中维普萨帮最为著名。1993年7月14日深夜00：20纳霍德卡发生地震，01：30宣布了即将发生的海啸警报，人们离开家园，混乱地去往列别金山避难。
2004年纳霍德卡城市区成立以来，纳霍德卡市已经失去了其独立的行政意义，与其他五个定居点一起成为市区的一部分。同年，独立城市定居点弗兰格尔和利瓦季亚被废除，而作为偏远的微型区加入纳霍德卡市的边界。2009年，科兹米诺港开始运行。城市的进一步发展与克服港口城市的单一工业息息相关，通过发展石化生产实现经济多样化，同时城市有退化為「有石油管的工作定居点」的風險。

## 地理

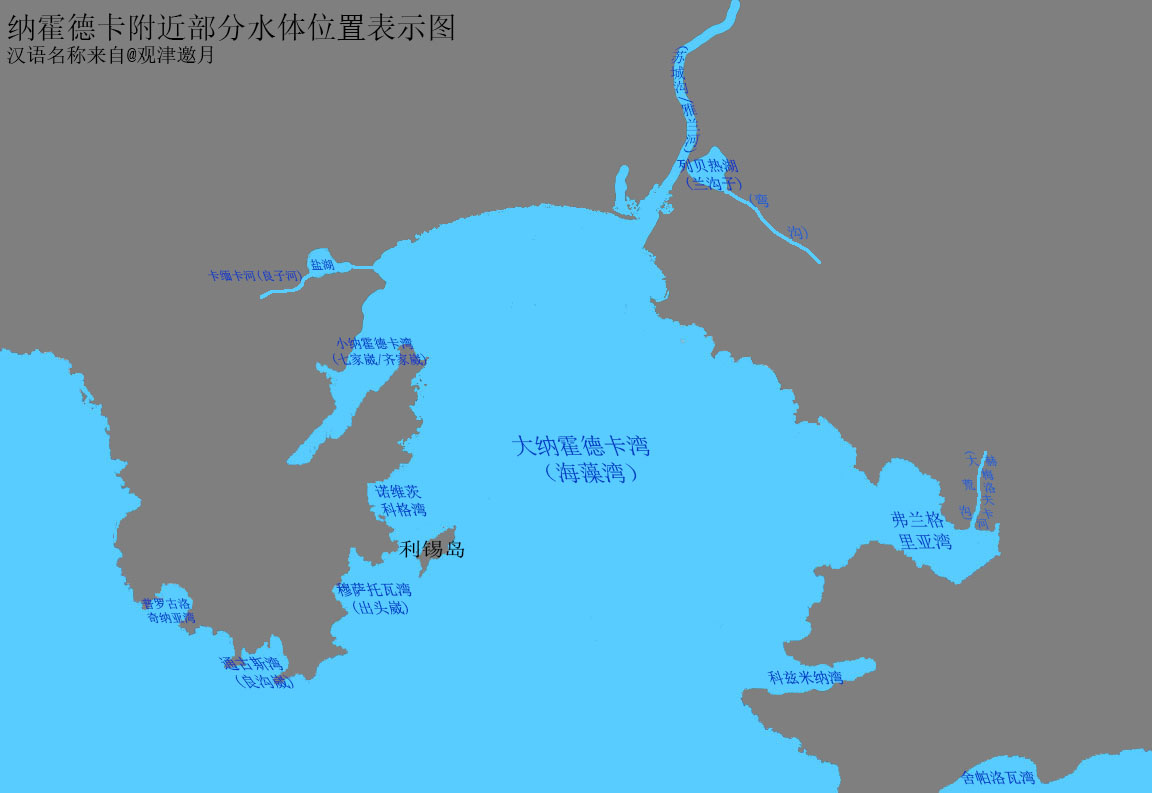
纳霍德卡湾附近部分水体表示图

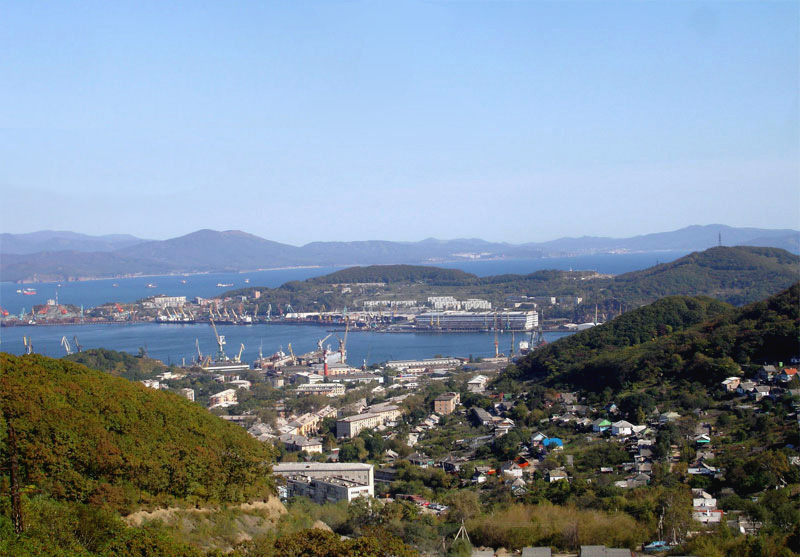
从西边瞭望城市

城市沿着海湾和纳霍德卡湾绵延20公里，从游击队河口到阿角，在特鲁德尼半岛上，三面环海。纳霍德卡是俄罗斯东部最南端的城市，位于符拉迪沃斯托克和索契以南，与比什凯克、索非亚和波士顿等城市位于同一纬度。纳霍德卡在克拉斯诺达尔以南约250公里，纽约以北，然而前者的气候明显比后述两城市更冷。
城市的北部位于苏城河山谷，中部和南部分布在山丘上。半岛的最高点是海拔376米的叉山，较为显著的山还有242米的兄弟山和318米的姐妹山。它们原来是珊瑚礁，在兄弟山和姐妹山之间还有144米海拔的侄甥山。从1973年到1982年在兄弟山上开采了低强度的石灰石用于港口的建设，山的上部被削去79米。姐妹山顶可以欣赏到海湾和风景如画的苏城河谷的全景。
在物理和地理分区方面，纳霍德卡属南滨海边疆区山谷地区。景观有以阔叶植被为主的低地、城市北部布满落叶林的河谷以及沿海平原的草甸和特鲁德尼半岛南部的灌木植被。土壤上，洪泛区有分层和残差。森林以阔叶林和橡树为主。七月，包括艾草在内的多达10种易导致人类过敏的植物开花。可能发生高达8级的地震。在城市附近的南北方向延伸有东游队城和西游击队城区域的构造断层。

### 水文学

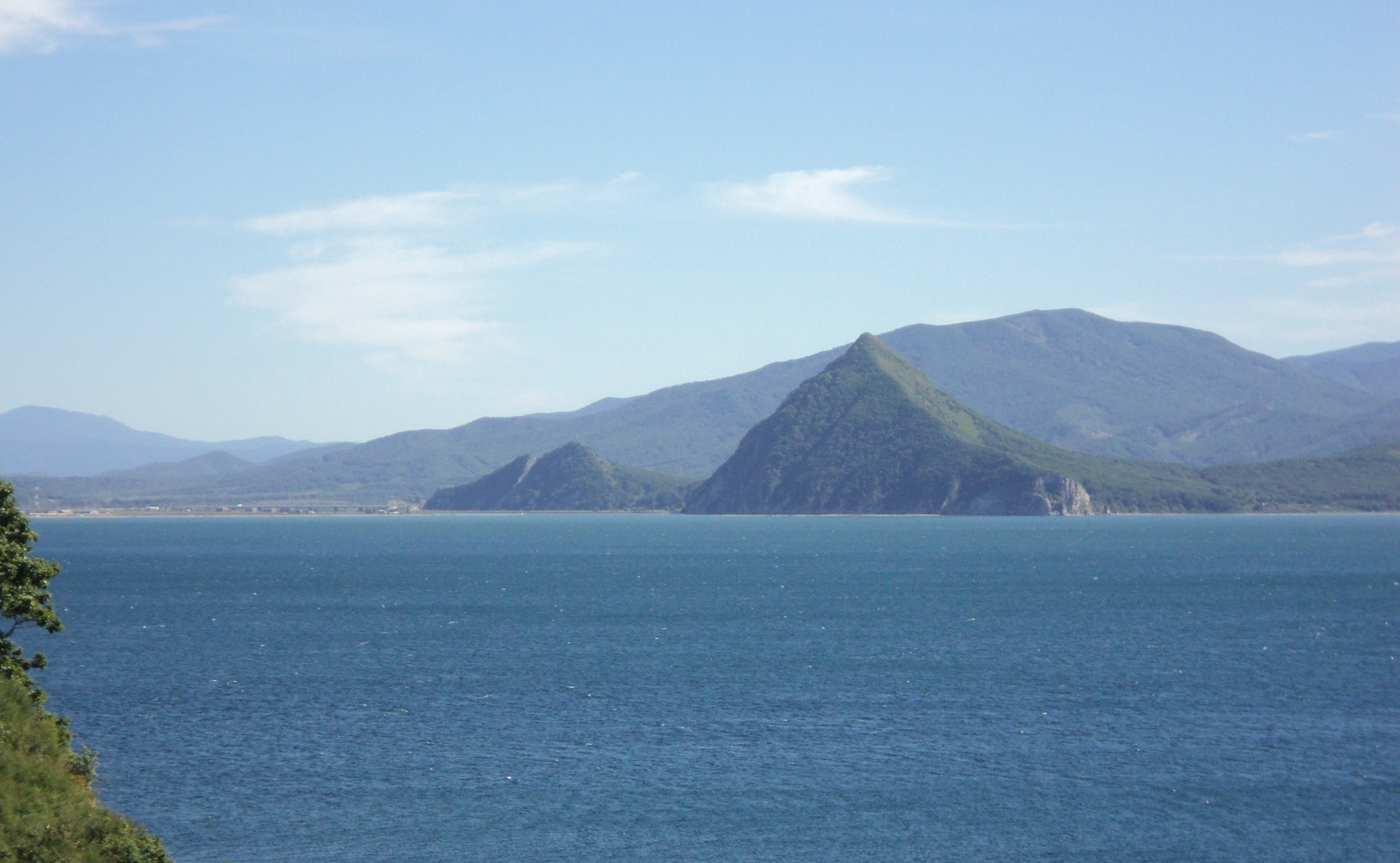
纳霍德卡湾和姐妹山

良子河沿大道流。城内有盐湖、天鹅湖和利察湖。纳霍德卡湾包括封闭的海湾——纳霍德卡湾、弗兰格尔湾、科兹米纳湾和诺维茨基湾，港口码头位于其中。在冬季，除纳霍德卡湾外，海湾不会结冰。海湾出口处是利锡岛，1937-1945年岛上有一个露营区。今天，该岛无人居住，被列为天然纪念物。沃斯托克湾有俄罗斯唯一的海洋保护区。在海岸中，磨蚀性海岸占主导地位，包括各种高度的壁架，帕谢卡角处高达110米。海洋动物种类繁多，在当地水域有海参、扇贝、牡蛎、沙鼠、螃蟹和虾。2010年11月，在南部社区附近看到虎的踪迹。纳霍德卡湾和沃斯托克湾半封闭海湾的海岸受海啸的影响最小。1983年5月26日，纳霍德卡湾的海啸波高度达到3-4米。
市内有许多海滩浴场。海滩大多是沙质的，还有卵石和白色沙滩。22个海滩区出租给企业。有32个娱乐中心，其中7个全年开放，1个疗养院、12个儿童营地和8个帐篷营地。纳霍德卡的24个海滩区一次能够接待多达23万游客。2009年夏季的游客流量达到20万人。来自哈巴罗夫斯克边疆区和阿穆尔州的游客经常在自己的汽车上休息，沿着海岸形成数公里的帐篷城。
。

### 气候

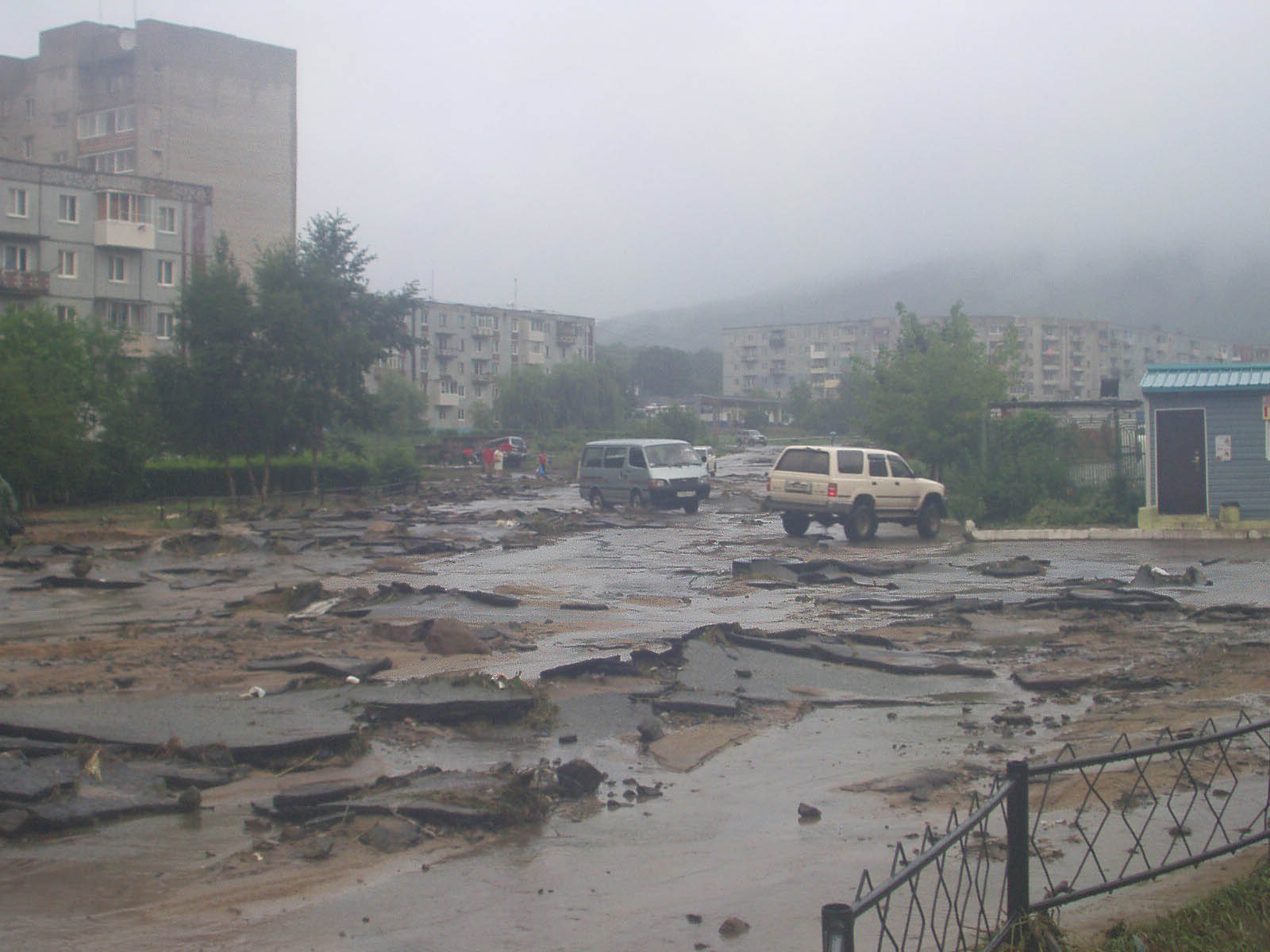
2008年台风之后

得益于日本海温暖洋流的影响，纳霍德卡拥有滨海边疆区最温和的气候。其气温与年降水量皆无大陆性季风气候般强烈的季节变化，可归类为温带大陆性湿润气候。
冬季季风主要由西北向东南，降水较少，北和西北风约1-7 m/s，多霜冻、多云每月几天，有强风，温度会显著降低。位于第五防冻区，土壤冻结平均 142 厘米。春天长而凉爽。温暖时，南和东南风盛行，约 0-5 m/s，台风通过时速度更高。夏季季风从6月持续到8月。在初夏至仲夏，鄂霍次克海的高气压消失，使天气凉爽多云，有雾和毛毛雨。从7月中旬开始，天气温暖，阳光明媚。南边海洋的潮湿水气是云的主要来源，夜间云多而低，早晨开始消散，到中午消失殆尽。7月相对湿度能达到90-95%。8月经常受到热带气旋的袭击，由太平洋马里亚纳群岛和加罗林群岛附近发生的台风每月袭击约一到两次。
风、河流流量和潮汐的影响在海湾中使水较为自主地循环，寒流没有重大影响。8月，海滩表面附近的水可升至24°C。海滩度假季节从6月中旬开始一直持续到9月初。纳霍德卡的秋天温暖干燥，以晴朗、阳光明媚的天气为主。在某些年份，温暖的天气会持续到11月底。年绝对最高气36.0°C，绝对最低气温−25.9°C，年平均风速为3.3 m/s，月平均湿度冬季的54%，夏季87%。
| 纳霍德卡               | 纳霍德卡     | 纳霍德卡    | 纳霍德卡    | 纳霍德卡   | 纳霍德卡    | 纳霍德卡    | 纳霍德卡    | 纳霍德卡    | 纳霍德卡    | 纳霍德卡    | 纳霍德卡    | 纳霍德卡    | 纳霍德卡   |
| 月份                   | 1月          | 2月         | 3月         | 4月        | 5月         | 6月         | 7月         | 8月         | 9月         | 10月        | 11月        | 12月        | 全年       |
| ---------------------- | ------------ | ----------- | ----------- | ---------- | ----------- | ----------- | ----------- | ----------- | ----------- | ----------- | ----------- | ----------- | ---------- |
| 历史最高温 °C（°F）    | 9 (48)       | 7 (45)      | 16 (61)     | 30 (86)    | 29 (84)     | 30 (86)     | 37 (99)     | 34 (93)     | 27 (81)     | 23 (73)     | 22 (72)     | 10 (50)     | 37 (99)    |
| 平均高温 °C（°F）      | −6.2 (20.8)  | −3.0 (26.6) | 2.7 (36.9)  | 9.4 (48.9) | 14.5 (58.1) | 18.8 (65.8) | 22.2 (72.0) | 23.6 (74.5) | 20.0 (68.0) | 13.5 (56.3) | 4.8 (40.6)  | −2.8 (27.0) | 9.9 (49.8) |
| 日均气温 °C（°F）      | −9.3 (15.3)  | −5.9 (21.4) | −0.1 (31.8) | 6.1 (43.0) | 11.0 (51.8) | 15.3 (59.5) | 19.0 (66.2) | 20.6 (69.1) | 17.0 (62.6) | 10.5 (50.9) | 1.8 (35.2)  | −6.0 (21.2) | 6.9 (44.4) |
| 平均低温 °C（°F）      | −12.2 (10.0) | −8.8 (16.2) | −3.0 (26.6) | 2.8 (37.0) | 7.8 (46.0)  | 12.3 (54.1) | 16.2 (61.2) | 17.9 (64.2) | 14.2 (57.6) | 7.7 (45.9)  | −0.8 (30.6) | −8.7 (16.3) | 3.9 (39.0) |
| 历史最低温 °C（°F）    | −27 (−17)    | −22 (−8)    | −15 (5)     | −7 (19)    | 1 (34)      | 3 (37)      | 6 (43)      | 11 (52)     | 2 (36)      | −7 (19)     | −18 (0)     | −22 (−8)    | −27 (−17)  |
| 平均降水量 mm（）      | 37 (1.5)     | 32 (1.3)    | 36 (1.4)    | 44 (1.7)   | 71 (2.8)    | 100 (3.9)   | 139 (5.5)   | 158 (6.2)   | 123 (4.8)   | 58 (2.3)    | 51 (2.0)    | 39 (1.5)    | 888 (35.0) |
| 平均降水天数           | 5            | 7           | 9           | 10         | 9           | 14          | 13          | 12          | 10          | 8           | 9           | 6           | 112        |
| 平均降雨天数           | 0            | 1           | 2           | 9          | 9           | 14          | 13          | 12          | 10          | 8           | 6           | 2           | 86         |
| 平均降雪天数           | 5            | 6           | 7           | 2          | 0           | 0           | 0           | 0           | 0           | 1           | 3           | 5           | 29         |
| 来源1：Primorsky-Meteo |              |             |             |            |             |             |             |             |             |             |             |             |            |
| 来源2：Weatherbase     |              |             |             |            |             |             |             |             |             |             |             |             |            |

### 生态环境
大气主要污染物是汽车废气、没有配备气体过滤系统的城市锅炉房和风携带的港口码头煤尘。2012年苯芘平均年浓度超过允许标准1.4倍，符拉迪沃斯托克处超标2.5倍，二氧化氮浓度正常。自1990年代以來遠東南部地區经常有来自黄海的酸雨。自2007年以来，随着海港煤炭转运的增长，大气受到煤颗粒的强烈污染，城市处于环境灾难的边缘。

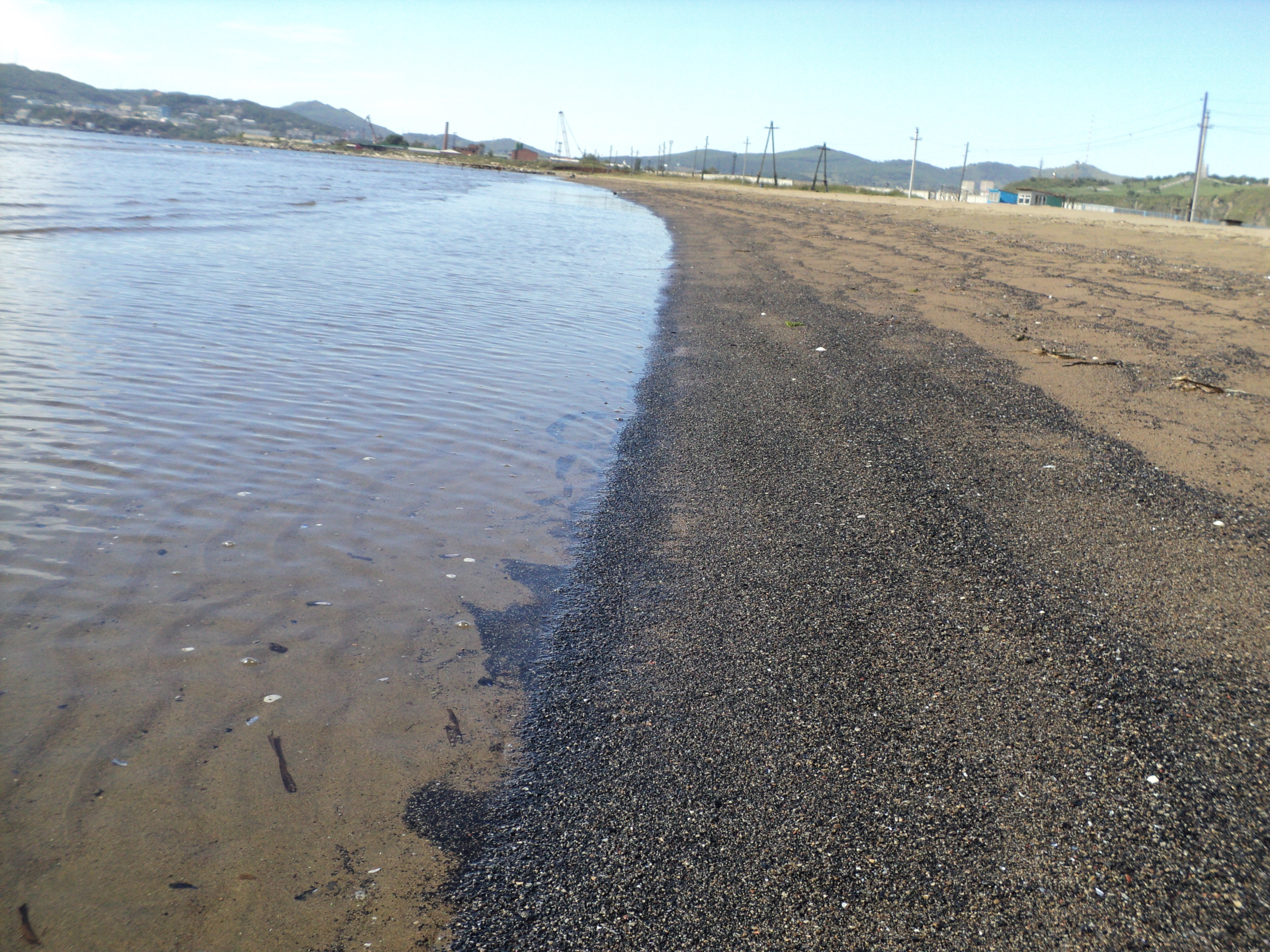
被煤炭污染的海滩

纳霍德卡湾环境恶劣。海湾的主要污染源是废水排放、未经授权的石油产品和船舶废水排放和帕爾季贊斯卡亞河。從納霍德卡灣到游擊隊河口的納霍德卡灣北部地帶生態是灾难性的。诺维茨基湾和弗兰格尔湾也出现了同样的情况。东部湾中，生态危机只存在于盖达马克湾。科兹内纳湾和安娜湾的生态状况较好。生态状况的恶化对海洋动物产生影响，纳霍德卡湾贻贝异常的数量达到90%。重金属超标是纳霍德卡湾和游击队河口污染最严重的水域的主要问题。锌、铬、钴、铁和镍的沉积物集中纳霍德卡湾的泊位附近、海湾北部的船基和游击队河口附近。2006年，市内三分之一的污水未经处理排入纳霍德卡湾。2008-2010年，向卡缅卡河排放污水部分停止，并清理了河道。向盐湖排放的污水被转移到城市的污水处理厂。计划将露天排放转移到其他地区的纳霍德卡湾水域。利瓦基亚的污水不经处理排入大海。
国际原子能机构称，从1966年至1992年，在纳霍德卡以南约100公里处的日本海第9区，苏联和俄罗斯在海中处置固体和液体放射性废物，总量约4.83×10¹²贝克勒尔。1993年，俄羅斯軍方在同一地區又被抓到傾倒900噸放射性液体廢物。
私营部门的宿舍卫生状况不利，从未有组织清除生活垃圾，邻近地区也形成了自发的垃圾场。截至2011年，在大约5000名私人住宅业主中，只有70人签署了垃圾处理合同。2006年，一个新的固体废物垃圾填埋场开放，并开始回收另一个没有设备且长期运行导致环境污染的城市垃圾填埋场。2010年3月年产能2000万吨的炼油厂被联邦生态、技术和核监督局认定为不符合环境要求，建设停止。

## 人口
根据2020年全俄人口普查，截至2021年10月1日，纳霍德卡在俄罗斯联邦1117个个城市中人口数量排名第125位。从1950年到1992年，人口增长主要由移民贡献。自1993年以來，人口逐年下降。2012年，减少的人中85.3%流向其他城市，还有一些人口自然下降。2005年，行政区划调整使纳霍德卡人口增加了数万人。从1980年代末到2011年，纳霍德卡是滨海边疆区的第二大城市，2012年起该称号由乌苏里斯克获得。经过20年的人口减少，到2014年，在现市边界内减少35000人。2007年通过的纳霍德卡市区发展战略规划承认，在过去的15年里市人口减少，年青人离开。2009-2010年联邦促进海外同胞重新安置计划中纳霍德卡接受了19人，其中2人又离开了这座城市。人口迅速老龄化，2013年初统计养老金领取者的比例为27%。
2002年民族调查中，89.8%是俄罗斯族，其后有乌克兰人3.7%、朝鲜族1.1%、鞑靼人0.9%和白俄罗斯人0.7%。2010年俄羅斯族和烏克蘭人數減少，而列茲金人和塔吉克族人數增加。

## 政治

### 政治机构

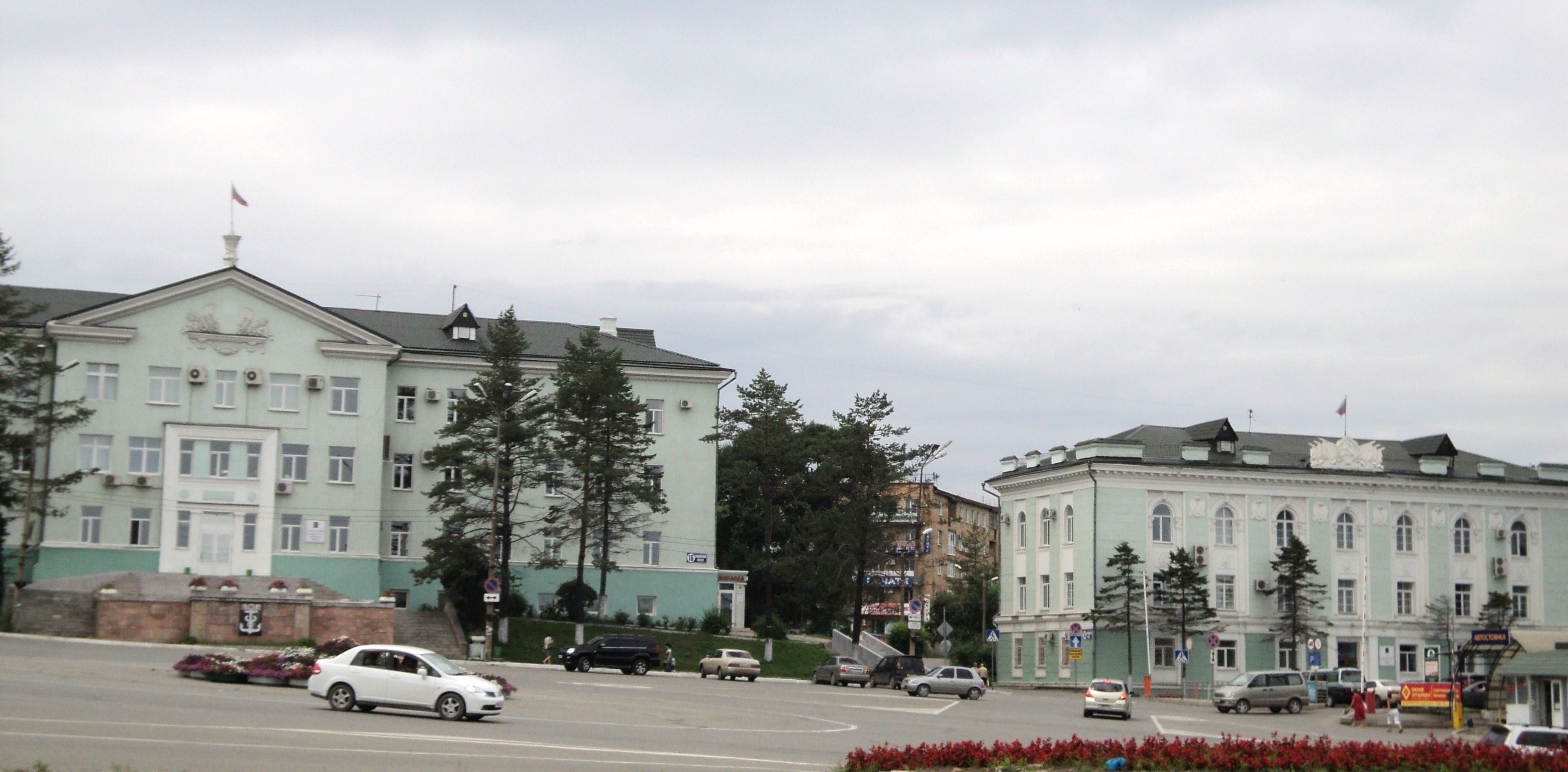
纳霍德卡市 townhall

2005年5月18日市杜马通过的市宪章规定地方自治机构包括有市长、行政部门、杜马以及和会计室。
现市长是季穆尔·弗拉基米罗维奇·马金斯基。杜马有30名代表，每任期5年。现任杜马主席是亚历山大·安纳托列维奇·基谢列夫，2000年到2016年6月的杜马主席是米哈伊尔·皮利品科。2014年起成立了“馆长”，承担沟通市民与行政机构的职能。
行政机构和区议会位于城市的中央广场。《纳霍德卡工人》公布市法令的印刷出版物。2010年起俄罗斯建筑师联盟成员С·库勒品担任市首席建筑师。市内的联邦机构有聯邦安全局、检察官办公室、警察和海关，海关的管辖范围从福基诺到哈巴罗夫斯克边疆区边界的海岸。纳霍德卡检查站保护从符拉迪沃斯托克到苏维埃港的边界，海岸线长1441公里。市內有俄羅斯武裝部隊的防空團，裝備有S-300和S-400導彈。2005年到2011年，纳霍德卡的犯罪率有所下降，2011年有2,600起犯罪案。

### 财政预算
2013年市预算中，收入24.49亿卢布，支出25.78亿卢布，其中教育为14亿卢布、道路9350万卢布、景观美化5500万卢布。2012年的预算中，收入27.08亿卢布，支出27.16亿卢布。市财政收入基本稳定，2008年收入24亿卢布，2009年收入29亿卢布，2010年收入28亿卢布，2011年收入27亿卢布。
在滨海边疆区，市税收仅次于符拉迪沃斯托克。2009年，纳霍德卡市更高预算税收减免中，地区级占20亿卢布，联邦占5.5亿卢布。

### 城市象征
1973年起纳霍德卡有了市徽，现有市徽由2000年起采用，行政区划调整后的新市的徽章2005年批准。旧市徽由弗拉基米尔·阿列克谢维奇·别洛夫和根纳季·М·森琴科设计，新市徽由弗·阿·别洛夫设计，他还设计了现在的纳霍德卡市旗。锚是港口和航运的象征，红色是俄罗斯国旗的颜色之一，蓝色象征大海，绿色象征针叶林。缠绕在锚上的蛇象征着智慧，赫尔墨斯的翅膀象征贸易。
市旗由2000年起被采用。2005年以来一直被用作城区的旗帜。白底上绘有锚和三条蓝色的横条纹，条纹象征海洋和海军，锚是港口市的象征，白色代表和平和安宁，蓝色代表荣耀和忠诚。
2003年开展了市歌征集，共收到了20多个提议，没有歌曲被采用。市日是5月18日，以纪念纳霍德卡湾被发现。市地标是姐妹山。

### 国际关系
1991年前，日本和越南在这里有领事馆。2016年，朝鲜领事馆迁出。
| 国家 | 城市     | 时间 |
| ---- | -------- | ---- |
| 中国 | 吉林市   | 1991 |
| 日本 | 小樽市   | 1961 |
| 日本 | 舞鹤市   | 1966 |
| 日本 | 敦贺市   | 1982 |
| 美国 | 奥克兰   | 1975 |
| 美国 | 贝灵厄姆 | 1975 |
|      | 東海市   | 1991 |

除此之外，纳霍德卡还和泰国普吉府签订友好合作条约。

## 经济

### 概况

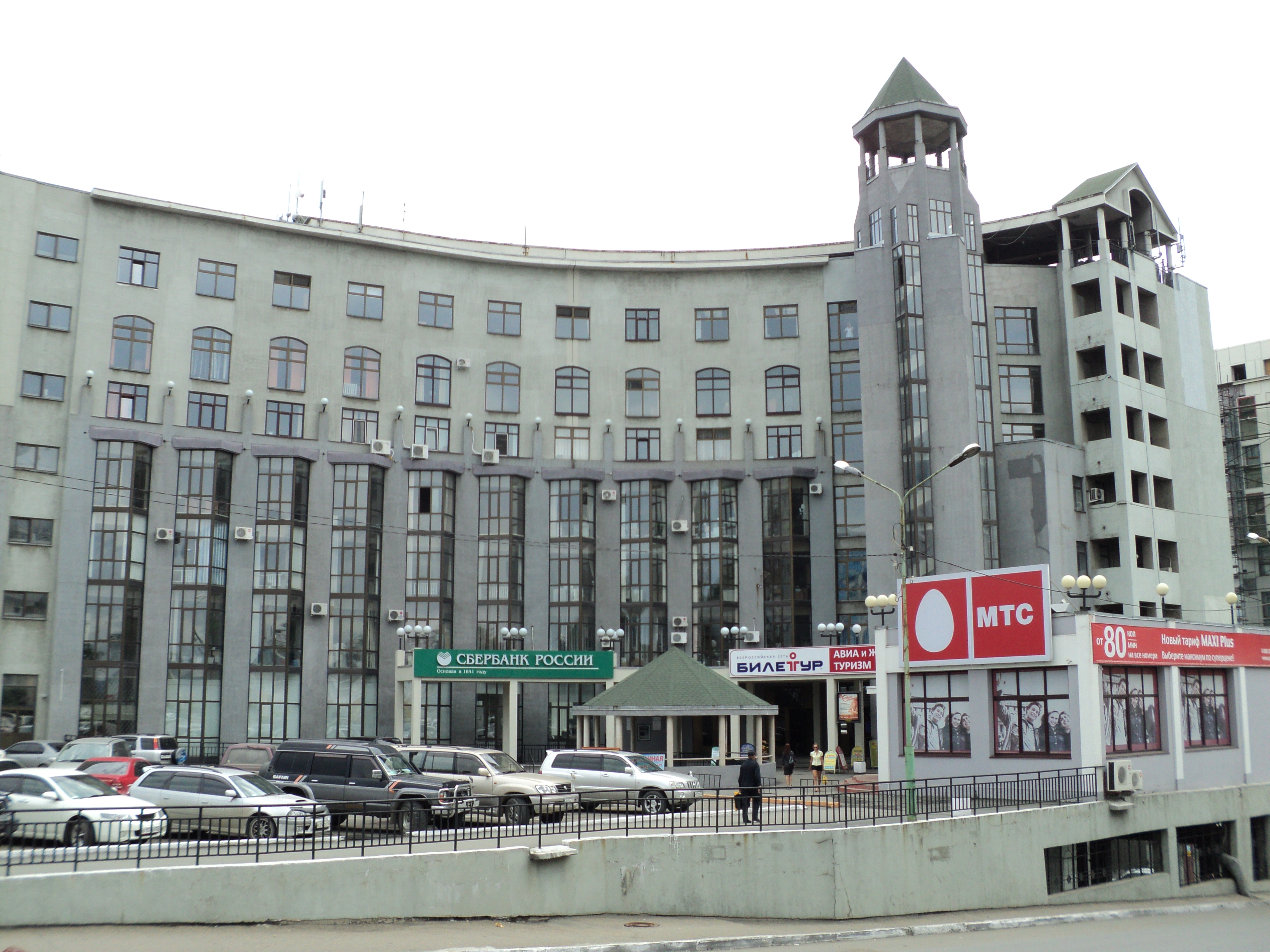
商务中心
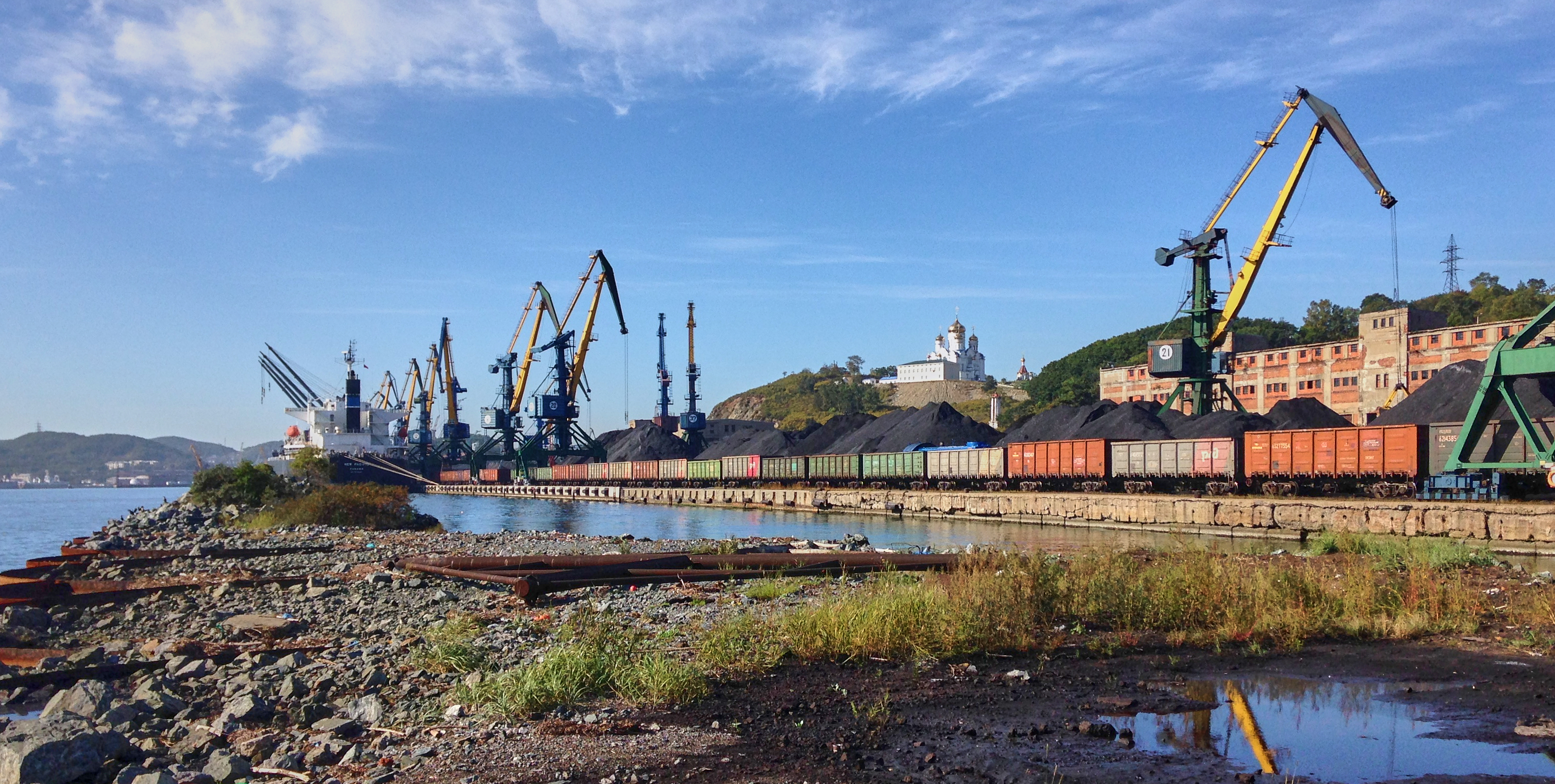
装运煤炭
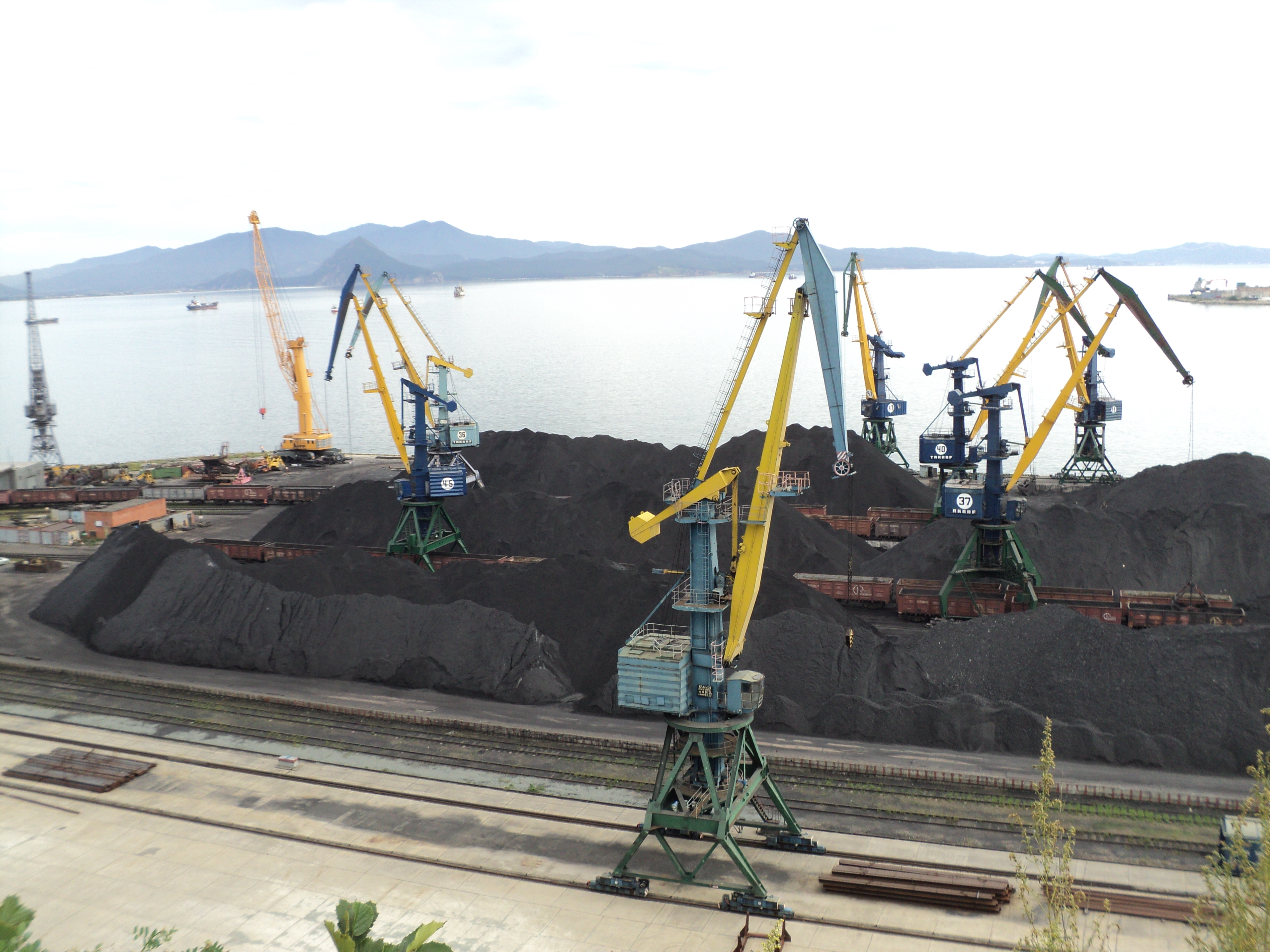
装运煤炭
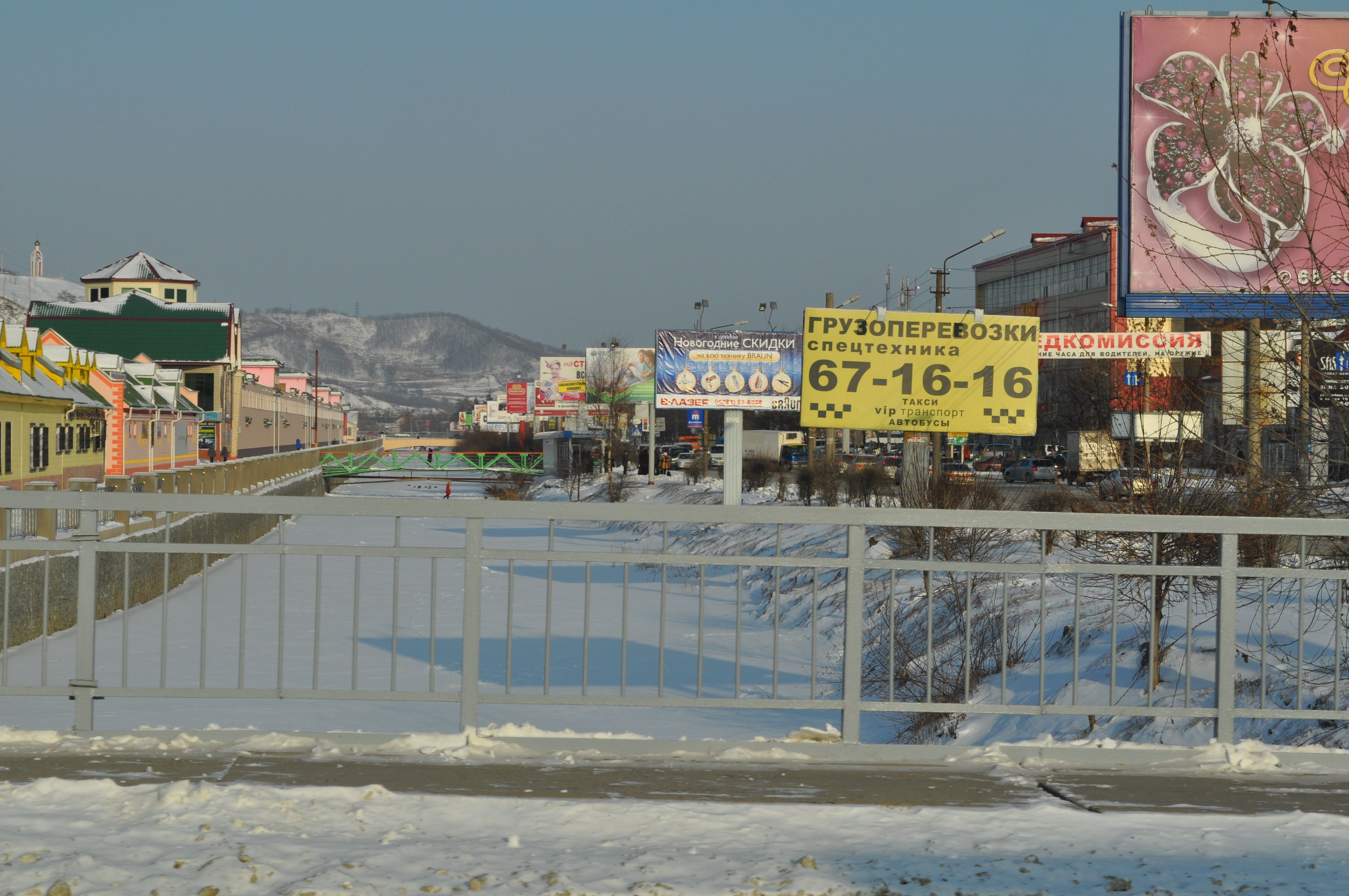
卡缅卡河（良子沟）河畔的广告牌

截至2008年底，登记中小企业2570家，个体工商户5439家。到2010年，全市有8000个商业实体。市经济结构较为单一，除港口、捕鱼和航运等涉及海洋的产业外，其他产业仅供市内消费。
滨海边疆区航运公司总部设在纳霍德卡，公司油轮船队规模在俄罗斯排名第三。纳霍德卡活跃海洋捕鱼基地是俄最大的渔业公司之一，南海洋渔场基地从事鱼和海鲜的捕、加工和制罐头，年产能9000吨的纳霍德卡肉类加工厂生产香肠和肉类食品，氦气厂仍在建设中。约40家酒店没有星级认证。
远东银行、普里斯科资本银行、初始银行、储蓄银行、外贸银行、外贸银行-24、俄罗斯银行、α银行、远公司银行和滨海边疆区银行等20多家银行在纳霍德卡开设分行。自1991年以来一直在纳霍德卡自由经济区运营的纳霍德卡银行在2001年破产清算。纳霍德卡市预算账户由滨海边疆区银行提供服务。俄罗斯全国保险公司、Ingosstrakh、俄罗斯-欧洲担保公司和全俄保险公司在纳霍德卡设有分公司，承担保险业务。
2009年，約6萬平方米的住房有物业公司管理。鉴于2010年符拉迪沃斯托克举行 APEC 峰会相关建设使用州级预算，危房改造和居民安置项目受到限制，2013年恢复。2010年该市1平方米住房的平均市场价值为34，235卢布。2011年5月平均工资26738卢布，2010年平均每平方米住房价值34238卢布。2013年初，该地区的平均工资为35.9万卢布，薪水最高的职业是官员和军人。
纳霍德卡获得了2005年度和2007年度的“金卢布”奖，并获得有大城市类的发展经济指标方面的最佳城市提名。2011年4月，纳市在生意人报评选的俄罗斯城市100强排名中排名第87位，领先符拉迪沃斯托克10位。

### 海港
沃斯托克港、纳霍德卡港和纳霍德卡枢纽火车站构成了俄罗斯远东地区最大的交通枢纽——沃斯托克-纳霍德卡。2012年，两港口的货物总周转量为5970万吨，约占俄罗斯港口货物周转量的11%，主要出口货物是煤炭、石油和金属，俄罗斯超过15%的出口铁路交通通过纳霍德卡站。
纳霍德卡港基础设施和它的两个相关企业——纳霍德卡造船厂和纳霍德卡活跃海洋捕鱼基地，在1940-1950年代创建的。码头由二十几家装卸公司提供服务。2012年货物周转量达1690万吨。最大的运营商是纳霍德卡商业海港，主业出口耶弗拉兹公司冶金企业的黑色金属和煤炭。俄罗斯石油公司海运码头在诺维茨基湾有一家运营商。纳霍德卡海渔港主营处理干货，它的鱼类加工占有的份额不到10%。纳霍德卡造船厂和滨海边疆区工厂是较大的修船厂，也在免费泊位从事煤炭转运。
沃斯托克港成立于1974年。作为贝阿线的海门，日本公司也参与了建造，项目还规定了瓦尼诺港出海的通道。港口配套建设了弗兰格尔村，东方港的码头位于深水无冰的弗兰格尔湾。2012年的货物周转量为4250万吨。港口有8个装卸公司，包括沃斯托克港公司和沃斯托克港-乌拉尔码头公司，使用输送设备转运煤炭。科兹米纳湾的科兹米诺石油运输港运送原油。沃斯托克装卸公司拥有远东最大的集装箱码头。2003-2005年，在港口干船坞为“萨哈林-2”项目建造混凝土平台基地，2010-2012年又为“萨哈林-1”项目建设。俄罗斯石油公司准备在东方港附近建造一座年产能为1000万吨的石化厂，拟议的建筑工地已移至东方湾的亚利扎洛夫谷地区。

### 贸易
2013年初，城区经营消费市场设施近2000家，其中文具店700家，市场12家，公共餐饮企业219家，批发企业104家。超过8000人受雇于贸易和服务业。2009年总零售营业额为1310万卢布。有10多家超市，2个汽车市场。联邦和地区性规模的连锁店有埃尔多拉多、家用电器、欧洲集、信使、В-镭射、Adidas、汤姆·泰勒、概念俱乐部和 Acoola。联盟石油公司和俄罗斯石油公司承担绝大多数石油零售。
2010年，俄罗斯国家安全局承认纳市批发市场高度垄断，人为维持高粮价，与整个滨海边疆区相比，超市和购物中心的价格被评估为“非常高”。

## 市政

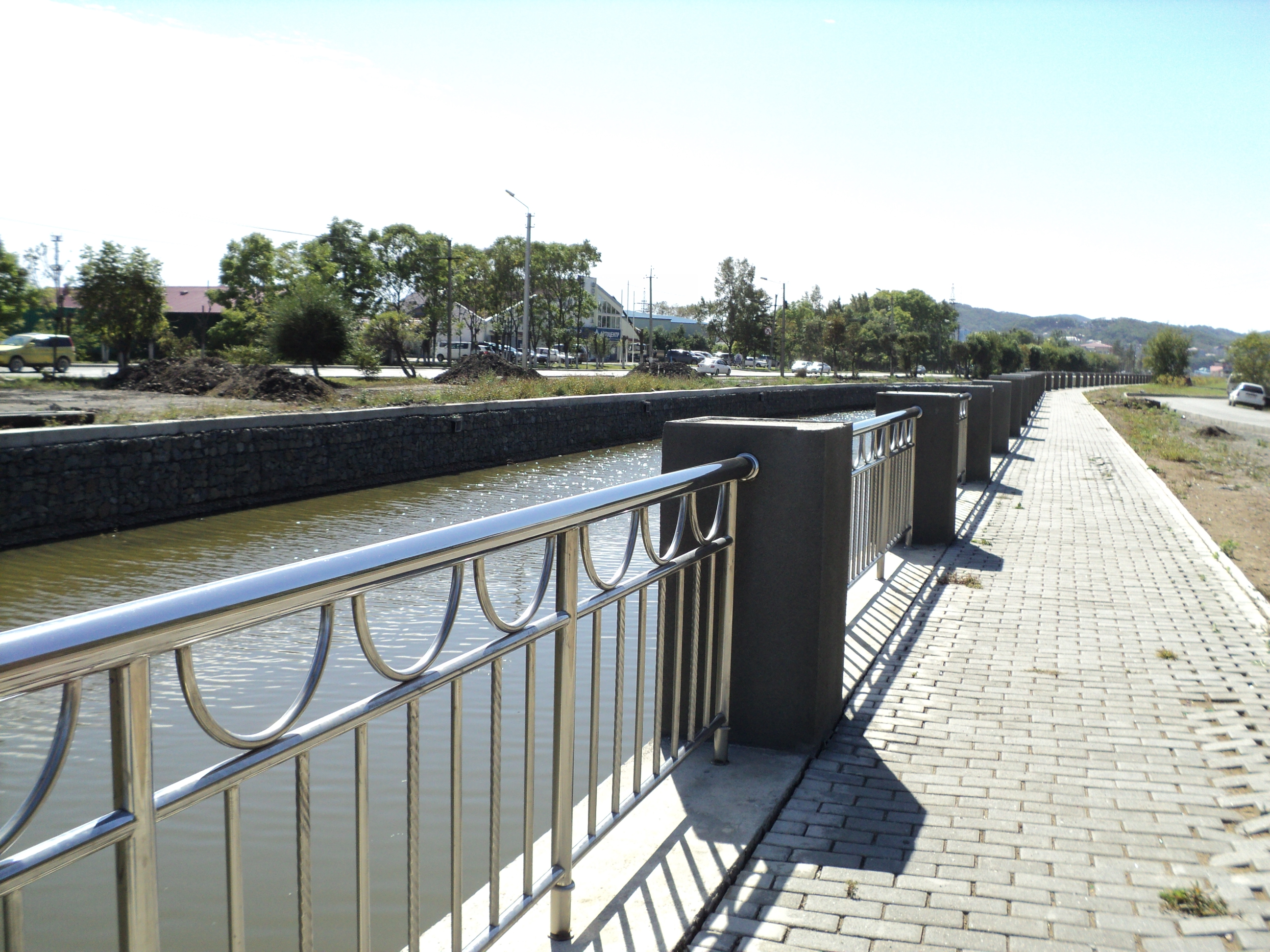
渠化的卡缅卡河（良子沟）

截至2009年，市住房存量1298栋公寓楼，总面积280万平方米，其中破旧和应急基金占有15.1万平方米，不包括单个住宅楼。在市区内，有178个社区和54个管理公司，其中最大的是城市住房管理局，有10个地区部门，为667栋公寓楼提供服务。2010年破旧住房存量占总住房存量的0.4%，没有应急住房。
纳霍德卡-东方公司为城市居民和企业提供供水和卫生设施，进行废水处理。取水口叶卡捷琳娜距离城市16公里，在盆地里25米深的井中。在滨海湖有一个取水口，日1.2千立方米。弗兰格尔和利瓦迪亚由赫梅诺夫河（大荒沟）的赫梅诺夫和杜什金取水口供水。污水处理厂位于通古斯湾（良沟崴），接收所有污水的三分之二，其余的未经处理排入纳霍德卡湾。
热能的主要供应商是滨海火力能源在纳霍德卡的分公司，经营着40多个锅炉房，其中89%使用燃油，11%使用煤炭，有约40个中央供暖点和220公里的热管网，截至2011年60%处于破旧和紧急状态。在2010-2011年的采暖季节，消除了740个管网破裂点，共消耗14万吨燃料。供暖季社会机构从10月15日开始，住宅楼不迟于10月25日开始。燃料油价格的上涨使公司有计划将锅炉房的燃料变成更便宜的煤炭，更长远的计划是转移到天然气。市内有俄罗斯蒸汽浴室和位于弗拉基米尔-亚历山德罗夫斯科耶的元气桑拿房。
80%的电力来自阿尔乔莫火力发电厂，20%来自党派热冷凝发电厂。纳霍德卡电网公司承担供电工作。2009年，远东能源公司向市内提供约6.8亿千瓦时的电力。
道路作业区公司有约8000万卢布的市政订单维护城市道路、人行道和雨下水道。公司在城市北部和南部设有两个基地，200名员工，车队有55台设备，其中包括水洗机。每天约有10立方米的道路碎片由最多5辆卡车被运往垃圾填埋场。冬天，道路升降机撒上砂盐混合物以融化雪，到春天以垃圾的形式清理出市。
2008年起建设者-43公司一直在建设卡缅卡河堤。2011年市区修缮了一些房屋。

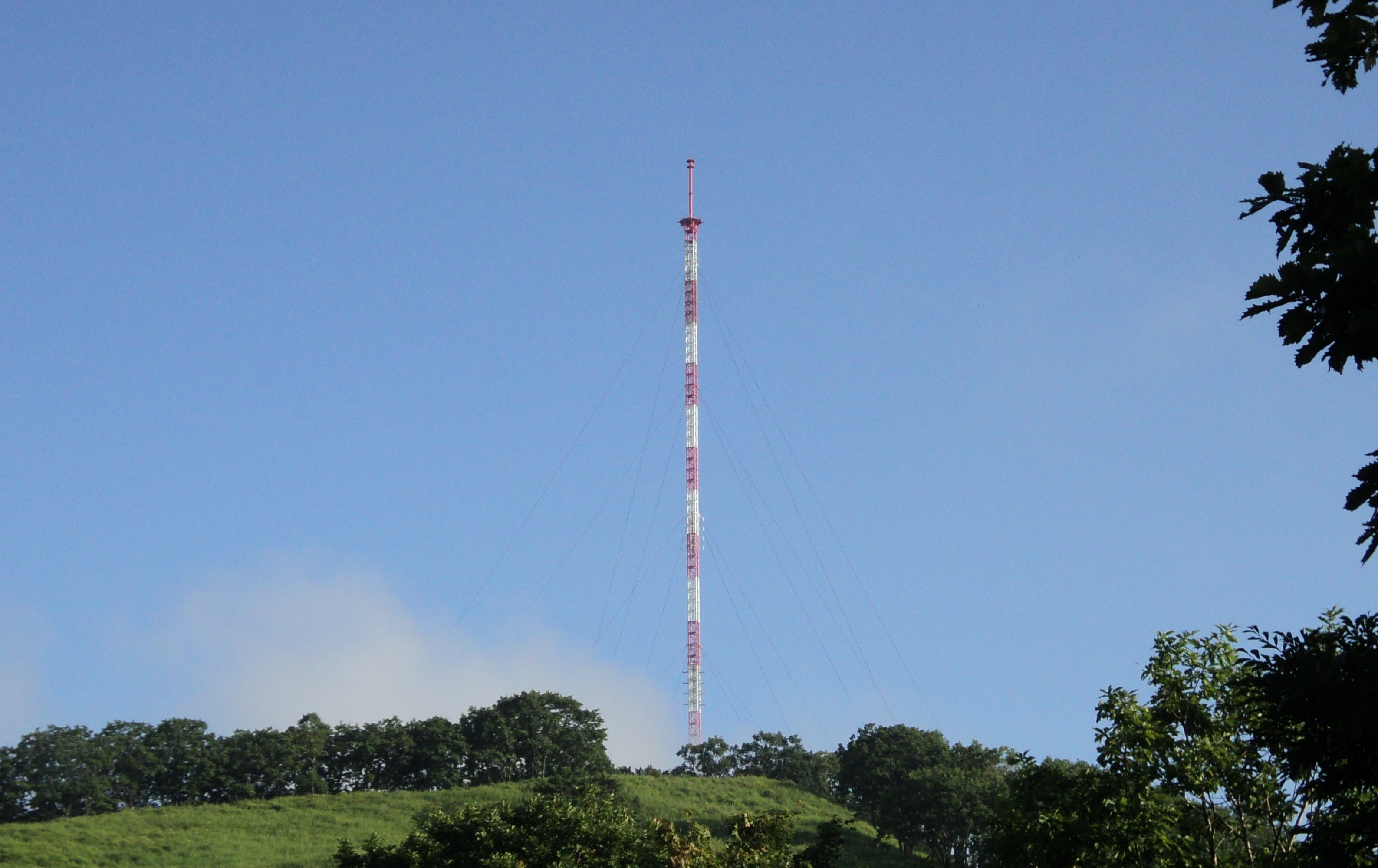
电视信号放送塔

ФГУП «РТРС» 的滨海边疆区分部放送电视和无线电讯号，托博尔山建有广播和电视发射台旧纳霍德卡，岭山有新纳霍德卡。截至2020年6月，模拟广播有5个频道，数字电视以 DVB-T2 标准的两种多路复用形式呈现。俄罗斯电信、МТС-TV、合同、东方TV、联盟电信和符拉迪连接运营有线电视网络。新康运营弗兰格尔村的有线电视。东方TV的电视城市新闻发布每天早晚在联邦频道播出。自由纳霍德卡电台还以FM 104.5 MHz频率广播。
电视和广播的广告市场由纳霍德卡媒体集团提供，在第一、СТС、ТНТ、星期五电视频道和欧洲 Plus 上放送。
印刷媒体有社会政治出版物《纳霍德卡工人报》从1945年8月9日开始出版，每周4次；在滨海边疆区，只有《符拉迪沃斯托克报》和乌苏里斯克的《公社报》更早。社会政治出版物《广告·信息·公告全景》自1996年10月1日起每周出版1次。2005年以来，当地通讯社纳霍德卡级联一直在运作。
2009年公用電話數量57,364部。移动通信由 GSM 移动运营商 Megafon、Beeline、移动电信和 Tele2 运行。固定电话由俄罗斯电信、纳霍德卡电信、罗科电话、新康和信息系统运行。1997年起有互联网。有 Ethernet 的服务由弗拉季林克、连续公司、东方TV和俄罗斯电信提供，纳霍德卡电信、乌苏里远程服务、恩福塔、逻辑、信息系统和背后康通过 ADSL 技术提供网络，所有移动运营商通过 USB MODEM 提供网络。

## 交通

### 市内
市内主要交通干线沿着海湾弧形延伸，最长的是11公里长的纳霍德金大道，所有公共交通通过它。一条全长18.5公里的绕行公路从北到南与之平行用于过境运输。街道非常狭窄，路通常不超过2-3车道，仅2条城市高速公路有4车道。高峰时段，纳霍德金斯基大道的交通经常减缓，可能会发生数公里的交通拥堵，尤其在有道路事故和维修工作时，最常见的是在工厂、汽车站和列宁地区。2007年每千名居民拥有326辆汽车，乘用车车队90%是日本汽车。
公共交通有中巴以及固定路线的出租车。阿角站出发的相反方向早晚列车也作公共交通工具。截至2010年，有13条城线和2条郊区线。夏季有夏季和海滩路线。最长的城市路线是19路，绕过整个城市，从纳霍德卡站到阿角。4个公司运营公交车，共178辆。约20家出租车公司提供定期出租车服务。出租车的票价按时间收费，分15分钟、30分钟和1小时计价。

### 市际

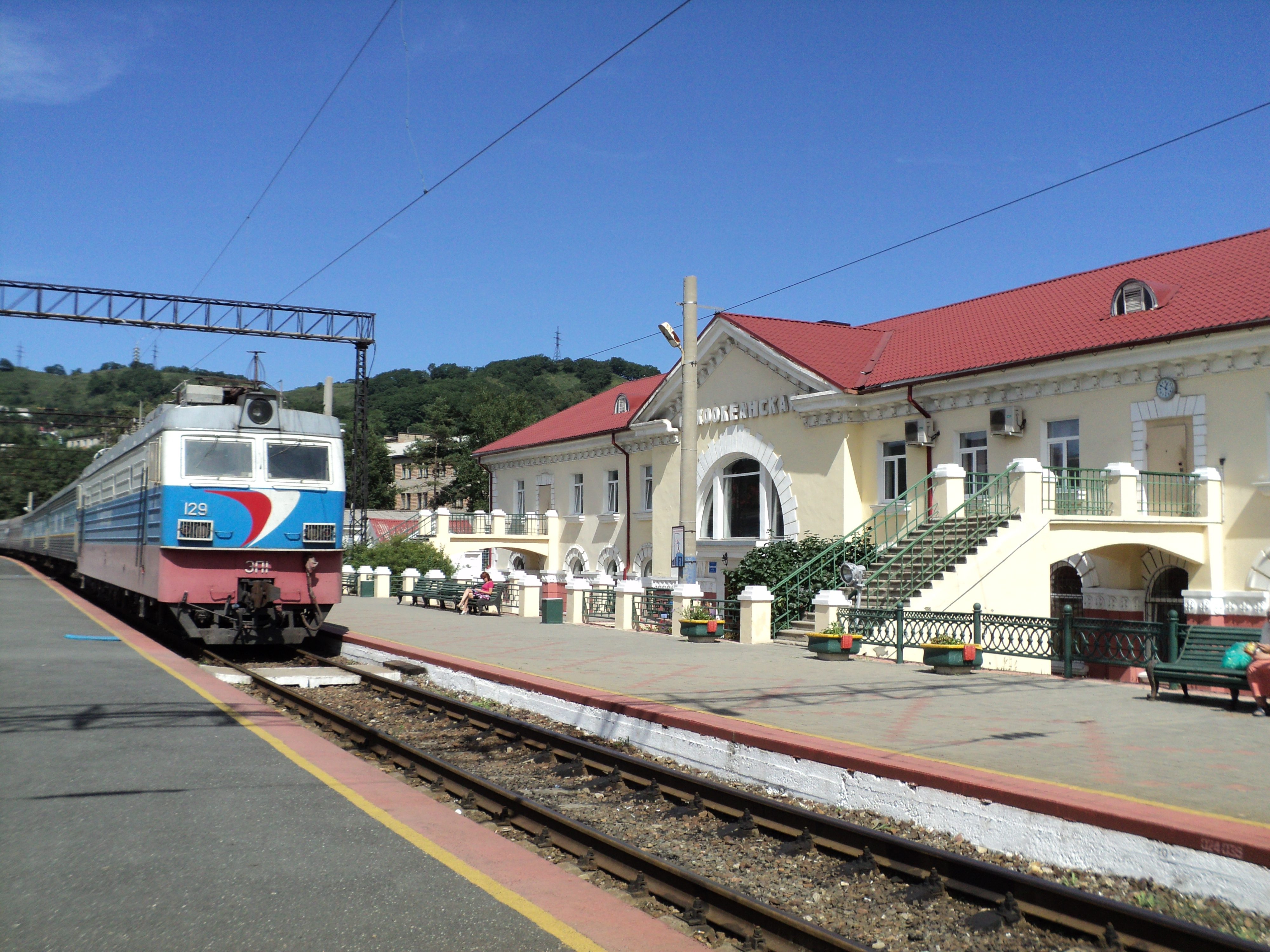
火车站

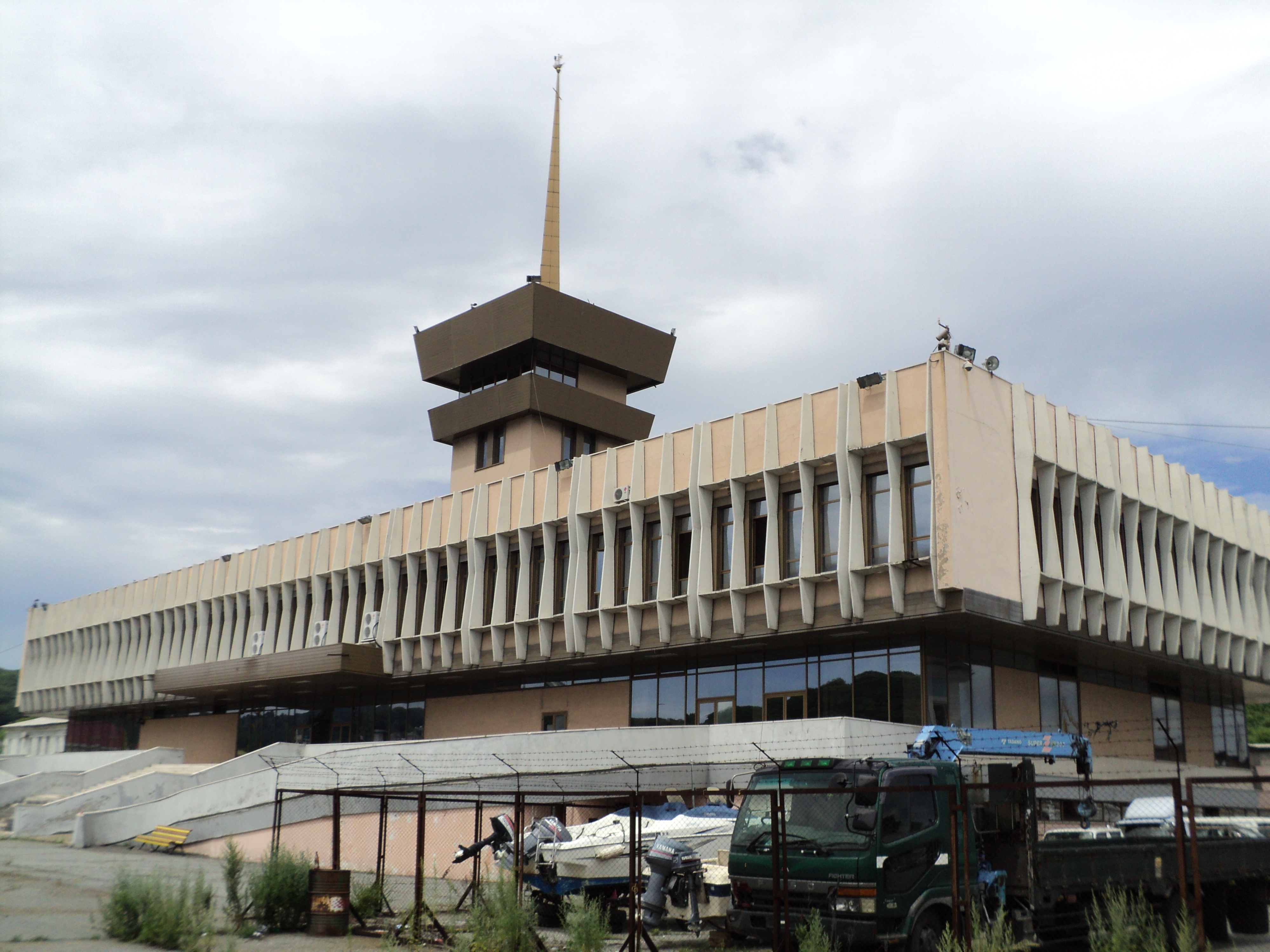
海津

高速公路通向符拉迪沃斯托克和滨海边疆区东部。双车道的区域高速公路 A188 AH6 角村-纳霍德卡线交通强度高，几乎在全线都有接连不断的分界带，多转弯和限速标志。向游击队城方向有区域高速公路 P447 纳霍德卡-卡瓦列罗沃线。联邦高速公路东方线，即哈巴罗夫斯克-纳霍德卡线，在2002年停建。符拉迪沃斯托克-纳霍德卡-东方港至纳霍德卡的公路计划被推迟。由公路至游击队城50公里，到福基诺52公里，到大卡缅72公里，到符拉迪沃斯托克171公里，到乌苏里斯克219公里。由铁路到符拉迪沃斯托克215公里。
市有两个火车站，太平洋站和纳霍德卡站。太平洋站承担主要运输任务，纳霍德卡站位于北郊，主要运营前往太平洋站和阿角站的客运列车。市内还有天鹅绒站、鱼站、螃蟹站、阿角站和7个停靠点。至符拉迪沃斯托克的高舒适列车滨海边疆区号早上从太平洋站出发，经4.5小时。开往游击队城的火车早班从太平洋站，晚班从阿角站出发，行程时间分别为1小时至2小时。前往哈巴罗夫斯克的快速列车每隔一天从太平洋车站出发，行程时间为14.5小时。与西伯利亚和俄罗斯西部地区的交通通过符拉迪沃斯托克的符拉迪沃斯托克站和乌戈利纳亚站进行的。
汽车在市中心靠近海滩和天鹅绒站的地方。城际巴士连接起纳霍德卡与滨海边疆区东部的定居点，最远到達利涅戈爾斯克和符拉迪沃斯托克。到符拉迪沃斯托克的巴士每40分钟一班，行程4小时。巴士还连通到乌苏里斯克、阿尔乔姆、阿尔谢尼耶夫和斯帕斯克達利尼。
最近的机场是符拉迪沃斯托克机场，距离纳市区140公里，3小时车程。1998年8月，计划在距离城市20公里的黄金谷——机场的基础上开放纳霍德卡机场，从哈巴罗夫斯克做了客货机的技术飞行。
客运码头自1998年以来停运。曾经航路通阿角和符拉迪沃斯托克。2007年泊位被认定为紧急状态，禁止运营。

## 教育

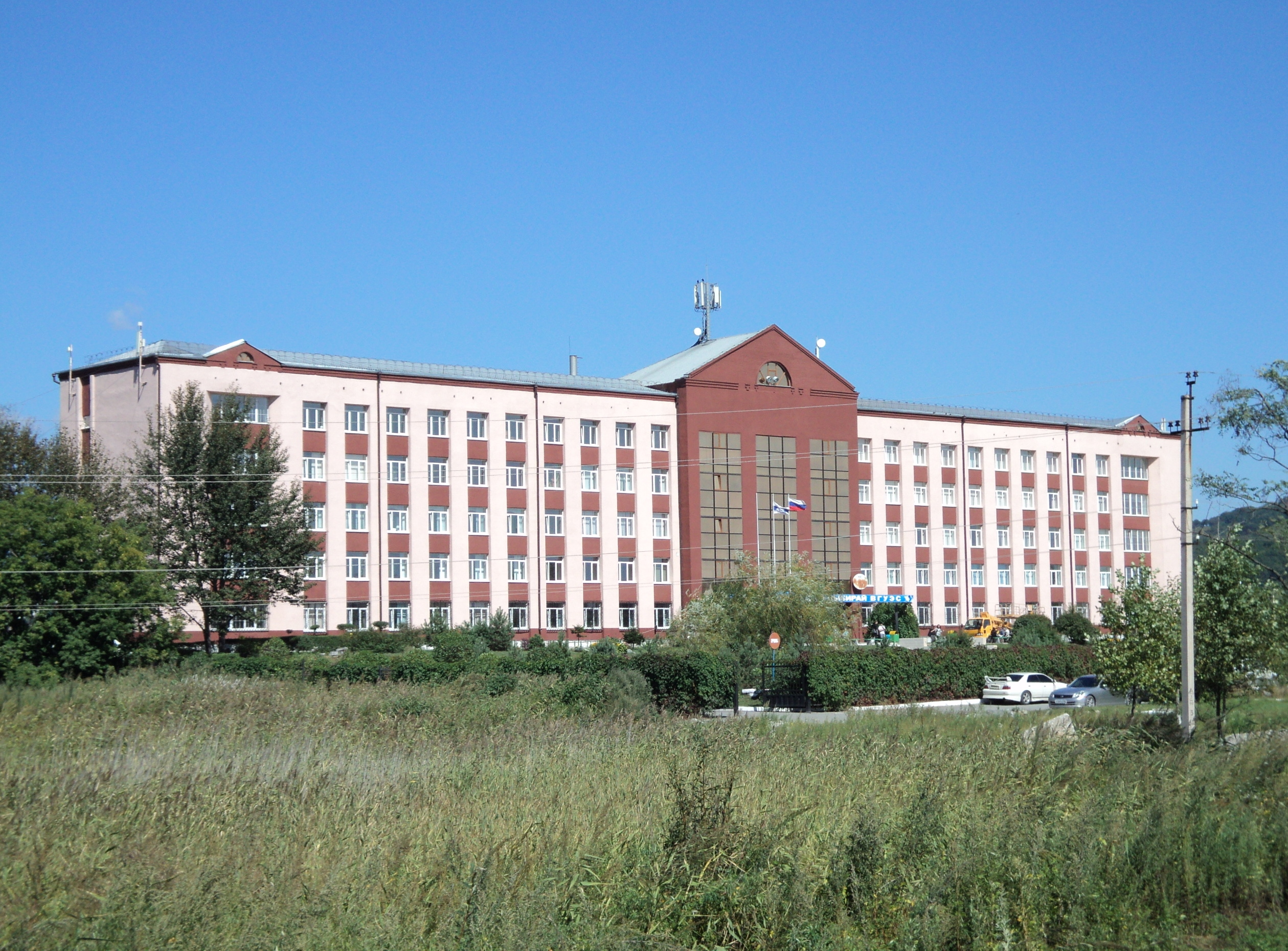
大学

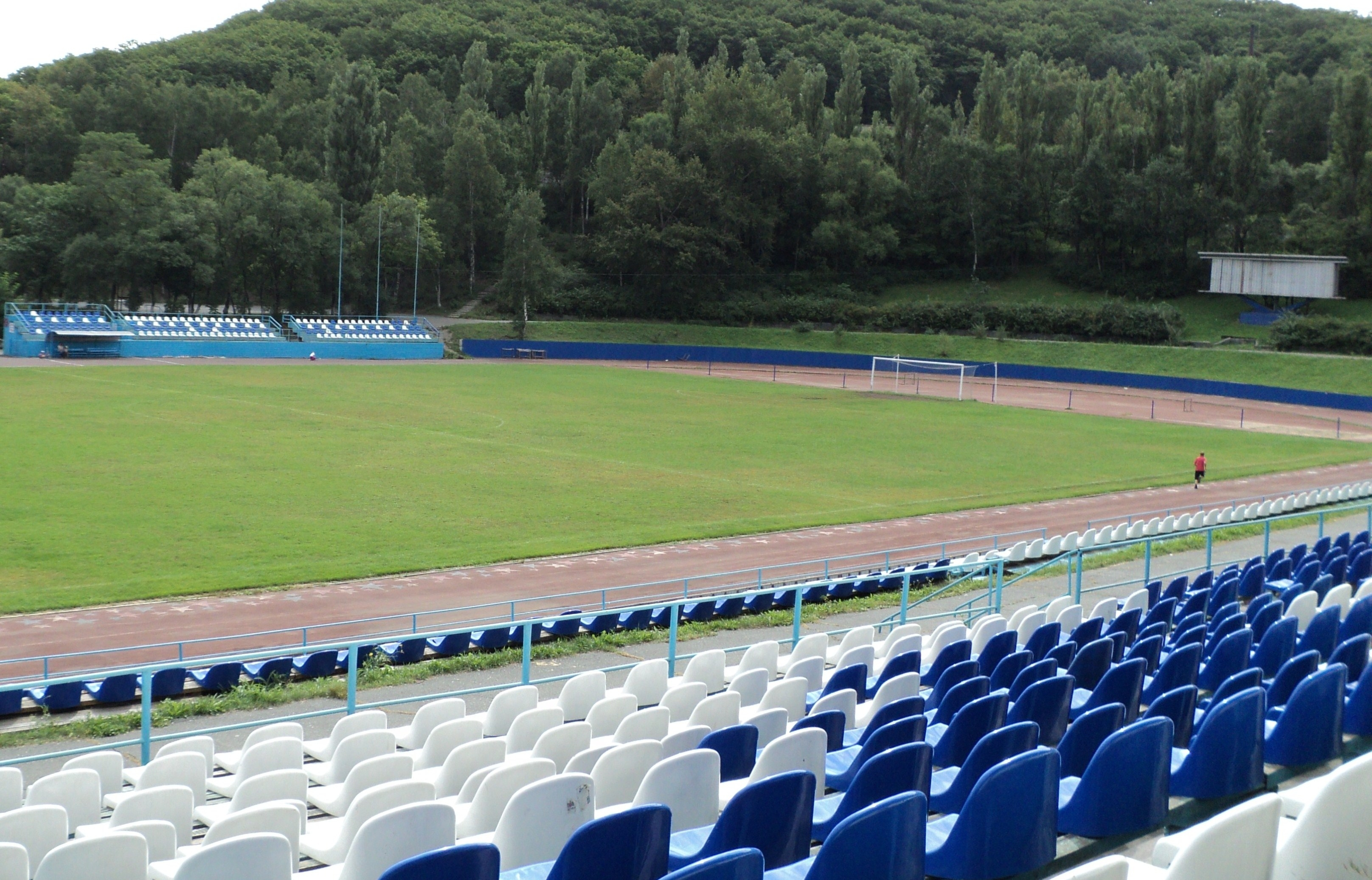
stadium

纳霍德卡有7所高等教育机构、7所中等职业教育机构、30所学校和35所幼儿园，还有艺术学校。2009年5079人在大学学习，2958人在中等职业教育机构学习。中等职业教育机构有纳霍德卡音乐学院、纳霍德卡国立人道主义和理工学院、第31职业学校、远东海事学校和纳霍德卡海洋技术学校等。远东海事学校成立于1956年，为商业、石油和捕鱼船队的工作提供海洋专业培训，2001-2007年太平洋舰队海军上将维克多·费德罗夫是它1968年的毕业生。纳霍德卡海洋技术学校成立于1943年，自1996年以来一直在提供一级水手、发动机工、水手长、小型船舶的柴油机械师、船长和沿海专业的课程培训，學生大多是已經接受過教育的成年人。
符拉迪沃斯托克國立經濟服務大學纳霍德卡分校是纳霍德卡最著名的高校，1996年开始招生。有15个高等和中等职业教育项目培训，包括经济学、会计、分析和审计、管理、服务、旅游、商业信息学、国家市政管理、人事管理以及设计。教职员工250余人，其中大部分拥有研究生和理学博士的学位，还有教授，学生超过2000人。有计算机网络，教师在配备有有互联网接入的现代计算机的教室里上课。在学习过程中，使用多媒体设备，显著提高了培训的有效性。学生有机会在里面学习，并使用与国内外一流大学的教师和学生相同的技术。学校迄今为止拥有纳霍德卡市区最好的体育馆，包括宽敞的体育馆、健身房、舞蹈厅、开放式运动场、带淋浴的舒适更衣室以及网球场。学校体育中心举办各种年度城市和地区级体育赛事。设有宿舍供非城市居民学生居住，提供舒适的生活条件。从其他城市来参加培训课程的教师被提供酒店。
远东联邦大学、国立海事大学、远东国立水产大学和现代人道主义学院（人文科学现代大学）也开设有纳霍德卡分校。2010年，建筑师、医生和教师的职业需求量最大。

## 医疗
纳霍德卡有5家多学科医院，其中包括1家儿童医院和2家联邦级医院，还有1家儿童综合诊所、2家成人综合诊所、1家妇产医院、1家牙科综合诊所、1家临床诊断中心、1家医疗预防中心、3个地区机构的分院，其中包括1家精神病医院、麻醉和抗结核药房，还有1个救护站，有3个分站设在纳霍德卡、弗兰格尔和南海。最大的医疗机构是市立医院，由7栋建筑和20个科室组成，有计算机断层扫描，可以做许多肿瘤手术。大约55个私人诊所、牙科和治疗室存在在市内。开设了宽轮廓的疗养院珍珠药房。有一个老年人和残疾人的寄宿公寓。
2011年全市有729名医生和1351名护士，2009年统计医院床位1421张。在册 AIDS 患者人数931人，吸毒成瘾和药物滥用者2193人，酗酒和酒精性精神病1741人，精神分裂症谱系障碍678人，恶性肿瘤1938年，活动性结核病743人，哮喘1215人，糖尿病73人以及残疾人7809人。2010年上报101宗工伤，造成2人死亡。2010年底内分泌系统疾病的发病率增加了28%，肿瘤发病率增加了22%，血液疾病发病率減少24%，神經系統、精神和行為障礙发病率減少17%。
截至2011年，纳霍德卡的吸毒成瘾者在全边疆区内最多，当年登记吸毒者1821人。据当地缉毒警察统计，全市吸毒者总数至少超过统计5倍。常见的毒品包括从邻近的游击队城和拉佐夫进口的大麻、海洛因、鸦片和合成药物。